# Лінійні кораблі класу «Норт Керолайна»
Ліні́йні кораблі́ класу «Норт Керола́йна» — проєкт лінійних кораблів ВМС США 1930-х—1940-х років. Перші американські лінкори, які побудовані після закінчення дії Вашингтонського договору. Всього було побудовано два кораблі — «Норт Керолайна» (англ. «North Carolina») та «Вашингтон» (англ. «Washington»).
Лінкори проєктувалися з урахуванням обмежень лондонської угоди 1936 року — максимальний калібр гармат 356 мм, стандартна водотоннажність 35 000 довгих тонн (35 570 метричних). Початковий проєкт передбачав озброєння 12-ма 356-мм гарматами. Але Японія не приєдналася до фінального протоколу лондонської угоди. Тому поверталося договірне обмеження вашингтонської морської угоди 1922 року — обмеження калібру 406 мм. У проєкт нового американського лінкора було внесено зміни — озброєння становило дев'ять 406-мм гармат. При цьому рівень бронювання залишився відповідним до протидії 356-мм снарядам.
Лінкори отримали потужну батарею з 20-ти 127-мм гармат. У роки війни невдалі 28-мм зенітні автомати були замінені на 40-мм «Бофорс» і 20-мм «Ерлікон». На Тихому океані основною ударною силою ставали авіаносці. Тому завдяки доброму захисту та потужній зенітній артилерії американські лінкори частіше залучалися до задач забезпечення ППО авіаносних з'єднань, ніж до боїв з японськими артилерійськими кораблями. Наприкінці війни лінкори залучалися до обстрілу берегових цілей.
Обидва лінкори досить часто використовувалися в чисельних бойових операціях американського флоту на Тихому океані. Вони пройшли всю другу світову війну, у якій кожен отримав понад десять бойових зірок. «Вашингтон» отримав найбільшу їх кількість — 13. Після війни виведені до резерву. «Вашингтон» був списаний та розібраний на метал. А «Норт Керолайну» перетворили на музейний корабель і його до сьогодні можна оглянути у меморіалі Вілмінгтона, штат Північна Кароліна.

## Історія проєктування
Вашингтонський договір 1922 року суттєво обмежив зростання військово-морських озброєнь. За умовами договору водотоннажність нових лінкорів обмежувалася 35 000 довгими тоннами (35 570 т), а головний калібр обмежувався 406 мм. Оголошувалися «лінкорні канікули», провідні світові держави — Британія, США та Японія отримували можливість побудувати нові кораблі не раніше 1930 року. Обмежувався загальний тоннаж флотів та число лінкорів з 406 мм гарматами. Велика Британія отримала можливість побудувати «Родней» та «Нельсон», Японія добудувала «Нагато» і «Мутсу», а США три лінкори типу «Колорадо». Японії довелося відмовитися від амбітної програми спорудження лінійного флоту 8х8. А США пустили на злам закладені дредноути типу «Саут Дакота» — стандартна водотоннажність 43900 т, озброєння 12×406 мм/50, швидкість 23 вузли, бронювання борту 343 мм.
Лондонською угодою 1930 року «лінкорні канікули» були продовжені до 31 грудня 1936 року. Тому Генеральна Рада флоту США почала проєктні дослідження швидкохідних лінкорів програми 1937 року тільки в травні 1935. 11 липня була замовлена розробка перших трьох проєктів швидкохідних лінкорів — А, В і С. У вимогах задавалася батарея з 127-мм універсальних гармат, 30 вузлова максимальна швидкість і дальність ходу 15 000 миль на 15 вузлах. Протиторпедний захист мав розраховуватися на протистояння вибуху 317 кг (700 фунтів) ТНТ. При цьому пішли на деяке зниження вимог — контрактну швидкість кораблі повинні були досягти при половинному запасі палива, а не повному як на старих лінкорах.
|  |

У схемі А три тригарматні башти розташовувалися на носі, у схемі В і С башти розташовувалися за лінійно-піднесеною схемою — по дві на носі та кормі. У варіанті В це були 356-мм тригарматні установки, у С — двогарматні 406-мм. Розглядалися варіанти турбоелектричної трансмісії або одно- та двосхідчастих турбозубчастих агрегатів. Але через обмеження за вагою від важчої турбоелектричної установки відмовилися. Для підвищення живучості машинна установка розміщувалася ешелоновано. Проєкт А був порівняно легкоброньованим — пояс 11,5 дюймів (292 мм), палуба 4,5 дюйми (114,3 мм). У варіантів В і С — борт 13,25 дюйма (337 мм), палуба 5,25 дюйма (133 мм). За умов протистояння американському 356 мм 634-кг снарядові для першого це давало зону вільного маневрування (ЗВМ) 22-27 тис. ярдів (20,1—24,7 км), а для останніх — 19 та 30 тис. ярдів (17,3 — 27,4 км). Захист від 406-мм снарядів вимагав як мінімум 16,5 дюймового (420 мм) поясу та 6,2 дюймової (152,7 мм) палуби. А це було неможливо реалізувати в межах договірної водотоннажності. Але після прийняття на озброєння важчого 680-кг 356-мм снаряду зажадали перерахувати захист під нього зі збереженням тієї ж ЗВМ, отримавши варіанти А1, В1 і С1. Тільки варіант А вкладався в договірний ліміт водотоннажності 35 000 дов. т. Варіанти В і С значно його перевищували. Це показало що забезпечити вимоги стандартних для американського лінкора озброєння та бронювання в комбінації з потрібною швидкістю ходу не є можливим. Генеральна Рада звернулася до військово-морського коледжу з проханням відповісти, який лінкор обрати — традиційний 23-вузловий з потужним бронюванням та озброєнням з 406-мм гарматами, або ж швидкохідний — один з варіантів А, В чи С.
| Проєкти 1935 року | Проєкти 1935 року | Проєкти 1935 року | Проєкти 1935 року | Проєкти 1935 року | Проєкти 1935 року | Проєкти 1935 року | Проєкти 1935 року                      |
| Проєкт            | Стандартна вод.   | Повна вод.        | Довжина, м        | Озброєння, ГК     | Пояс, мм          | Палуба, мм        | Потужність ЕУ, к.с. (швидкість, вузли) |
| ----------------- | ----------------- | ----------------- | ----------------- | ----------------- | ----------------- | ----------------- | -------------------------------------- |
| A                 | 32 450            | 35 615            | 218               | 9×356-мм          | 293               | 114               | 160 000(30)                            |
| A1                | 34 500            | 37 365            | 218               | 9×356-мм          | 343               | 114               | 166 500(30)                            |
| B                 | 36 800            | 39 730            | 218               | 12×356-мм         | 336               | 133               | 180 000(30,5)                          |
| B1                | 39 550            | 41 930            | 218               | 12×356-мм         | 381               | 133               | 200 000(30,5)                          |
| C                 | 36 500            | 39 430            | 218               | 8×406-мм          | 336               | 133               | 180 000(30,5)                          |
| C1                | 39 500            | 41 980            | 218               | 8×406-мм          | 381               | 133               | 200 000(30,                            |

Тим часом, у відповідь на спроби британців затвердити новою угодою ліміти лінкорів у 25 000 дов. т з 305-мм гарматами, американці розглянули низку «оборонних проєктів» лінкорів малої водотоннажності. Всі вони вийшли занадто слабкими з точки зору озброєння й бронювання й у найкращому випадку могли розраховувати на можливість втечі від супротивника. Тому бюро конструювання повернулося до роботи над 35000-т лінкорами.
| Оборонні проєкти | Оборонні проєкти | Оборонні проєкти | Оборонні проєкти | Оборонні проєкти | Оборонні проєкти | Оборонні проєкти | Оборонні проєкти                       |
| Проєкт           | Стандартна вод.  | Повна вод.       | Довжина, м       | Озброєння, ГК    | Пояс, мм         | Палуба, мм       | потужність ЕУ, к.с. (швидкість, вузли) |
| ---------------- | ---------------- | ---------------- | ---------------- | ---------------- | ---------------- | ---------------- | -------------------------------------- |
| 1                | 23 500           | 24 033           | 165              | 8×305-мм         | 267              | 82,5             | 57 500 (23)                            |
| 3                | 29 000           | 31 300           | 168              | 8×305-мм         | 356              | 133              | 67 500 (23)                            |
| 4                | 32 500           | 34 985           | 201              | 8×305-мм         | 356              | 133              | 180 000(30)                            |
| 5                | 32 500           | 34 985           | 201              | 6×356-мм         | 356              | 133              | 180 000(30)                            |

У вересні 1935 року бюро представило п'ять нових варіантів — D, E, F, G і H. Як один із заходів економії прийняли рішення зменшити висоту бронепоясу. Високий 5,33 м пояс був потрібний для компенсації зменшення осадки при витраті палива, щоб не оголювався незахищений борт. Пояс вирішили обмежити висотою 4,72 м. А зміну осадки компенсувати закачуванням в баластні цистерни забортної води. Проєкти D і E були спадкоємцями проробок 1933—1934 року — 35 000 т лінкорів зі швидкістю ходу 23 вузли. G мав ЗВМ проти 356-мм снарядів від 22 до 27 тис. ярдів і озброєння з дев'яти 356 мм гармат. Варіант H був найкращим — з тим же озброєнням та бронюванням для забезпечення ЗВМ від 22 до 30 тис. ярдів, але він не задовольняв вимог по швидкості. Варіанти D і E були потужними кораблями з 30 вузловим ходом, бронюванням розрахованим під ЗВМ для 406-мм снарядів на дистанціях 19 — 30 тис. ярдів і з озброєнням з 406-мм гармат. Але їх стандартна водотоннажність перевищила 40 тисяч дов. тонн. Як найбільша альтернатива виглядав проєкт F — гібрид з озброєнням з двох чотиригарматних 356-мм башт на кормі та 10-ма літаками і 3-ма катапультами в носовій частині.
| Проєкти 1935 року | Проєкти 1935 року | Проєкти 1935 року | Проєкти 1935 року | Проєкти 1935 року | Проєкти 1935 року | Проєкти 1935 року | Проєкти 1935 року                      |
| Проєкт            | Стандартна вод.   | Повна вод.        | Довжина, м        | Озброєння, ГК     | Пояс, мм          | Палуба, мм        | Потужність ЕУ, к.с. (швидкість, вузли) |
| ----------------- | ----------------- | ----------------- | ----------------- | ----------------- | ----------------- | ----------------- | -------------------------------------- |
| D                 | 40 500            | 43 730            | 229               | 9×406-мм          | 432               | 158               | 184 000(30,5)                          |
| E                 | 40 500            | 43730             | 229               | 9×406-мм          | 432               | 158               | 184 000(30,5)                          |
| F                 | 31 750            | 34 082            | 207               | 8×356-мм          | 343               | 114               | 160 000(30)                            |
| G                 | 31 500            | 33 950            | 180               | 9×356-мм          | 343               | 114               | 65 000(23)                             |
| H                 | 32 500            | 34 750            | 183               | 9×356-мм          | 381               | 133               | 65 100(23)                             |

|  |

Вочевидь у 35 000-т водотоннажності можна було створити або легко озброєний та легкоброньований 30 вузловий лінкор, або менш швидкохідний, але з адекватнішим бронюванням і озброєнням. Наступні п'ять проєктів J, J1, K, L і M були представлені до розгляду 8 жовтня 1935 року та стали спробою модернізації проєктів A, B і C. J і J1 стали останньою спробою вписати чотири башти ГК в 35 000-т водотоннажність, за рахунок зменшення бронювання. Проєкт J1 показав, що навіть при зменшенні висоти пояса до 13,3 фута це призводить до зменшення товщини броні до неприйнятної величини в 203 мм. Тому далі розглядалися трибаштові схеми, а для збереження 12 гармат головного калібру приступили до опрацювання чотиригарматної установки. Варіант К був продовженням схеми А і мав озброєння з трьох тригарматних 356-мм башт і бронювання, що забезпечує ЗВМ проти 356-мм снарядів на відстані 19 — 30 000 ярдів. Варіант L мав озброєння з трьох чотиригарматних установок, за рахунок ослаблення бронювання. У варіантах К і L усі три башти були розташовані на носі, як на британському «Нельсоні». Варіант М становив собою модифікацію варіанту L з перенесенням однієї башти в корму. Для варіантів L і M було визнано досить імовірним не вкластися в договірну водотоннажність, тому в подальшу роботу пішов варіант К.
| Проєкти 1935 року | Проєкти 1935 року | Проєкти 1935 року | Проєкти 1935 року | Проєкти 1935 року | Проєкти 1935 року | Проєкти 1935 року | Проєкти 1935 року                      |
| Проєкт            | Стандартна вод.   | Повна вод.        | Довжина, м        | Озброєння, ГК     | Пояс, мм          | Палуба, мм        | Потужність ЕУ, к.с. (швидкість, вузли) |
| ----------------- | ----------------- | ----------------- | ----------------- | ----------------- | ----------------- | ----------------- | -------------------------------------- |
| J                 | 37 383            |                   | 216,4             | 12×356-мм         | 317,5             | 133,35            | 190 000(30)                            |
| J1                | 35 000            |                   | 216,4             | 12×356-мм         | 203,2             | 133,35            | 170 000(30)                            |
| K                 | 35 000            |                   | 216,4             | 9×356-мм          | 381               | 133,35            | 170 000(30,5)                          |
| L                 | 35 045            |                   | 216,4             | 12×356-мм         | 317,5             | 114,3             | 170 000(30)                            |

15 листопада 1935 були розглянуті п'ять детальних проєктів, що отримали позначення за римськими цифрами — від I до V. Проєкти I та II були розвитком проєкту К. Детальніші розрахунки схеми I показали, що для входження в ліміт водотоннажності товщину поясу доведеться зменшити до 311 мм. Крім того виникли проблеми з розміщенням енергетичної установки потужністю 165 тисяч к.с. в межах протиторпедного захисту (ПТЗ) в кормовій частині. У проєкті II при перенесенні однієї башти назад виникали проблеми з розміщенням її в кормовій частині, через що збільшилися габарити. Водотоннажність при цьому виходила за межі 35000 т. Тому на схемі IIa товщину пояса також зменшили до 324 мм, а палуби — до 127 мм. При цьому довелося пожертвувати і довжиною цитаделі — 63,8 % від довжини корпусу проти 68 % на «Колорадо». Для скорочення довжини паропроводів в цих проєктах котли розміщувалися в чотирьох центральних відділеннях, а турбінні відділення розміщувалися по краях. Через це два середніх котельні відділення довелося підняти для проведення під ними центральної пари валів і вони не мали над собою проти-осколкової палуби.
У схемі III вирішено було раціональніше перерозподілити бронювання. Пояс отримував нахил назовні у 10°, що при забезпеченні ближньої межі ЗВМ у 19 000 ярдів дозволяло зменшити його товщину на 35 мм. Попри дещо більшу висоту (для збереження тієї ж висоти вертикальної проєкції похилий пояс повинен бути ширшим від вертикального), це заощаджувало 260 довгих тонн. Економію у 240 дов. тонн також давало використання 5° нахилу барбетів. Ще 66 дов. тонн давала економія на масі корпусу при зменшенні міжпалубного простору на 76 мм. Похилий пояс створив ще одну проблему. Максимальна ширина американських лінкорів лімітувалася Панамським каналом. Тому при продовженні похилого борту униз виходила дуже мала ширина ПТЗ. Для розв'язання цієї проблеми довелося використовувати булі — це збільшувало ширину ПТЗ в порівнянні з попередніми проєктами, та дозволяло залишити п'ять протиторпедних перегородок (ПТП). Маса при цьому зростала на 200 дов. тонн, які довелося економити в інших місцях. Найрадикальнішою була зміна палубного бронювання. Верхня палуба отримала бронювання із сталі STS (англ. Special treatment steel — сталь спеціальної обробки, конструкційна гомогенна сталь) товщиною 1,5 дюйма (41 мм). Вважалося що ця палуба буде зводити детонатори бронебійних бомб та снарядів. Товщина головної броньової палуби була зменшена. При цьому вона отримала різну товщину по ширині. Тільки 4 метрову найближчу до борту ділянку, куди снаряд падає не зустрічаючись з верхньою палубою, виконували з плит товщиною 127 мм. Далі від борта товщина палуби зменшувалася — на наступній смузі шириною 3,3 м її товщина була 114 мм, а в центральній частині товщина становила 91,5 мм. Похилий пояс, булі та верхня броньована палуба застосовувалися далі на всіх наступних проєктах.
Відмовившись від вимоги мати аварійний вихід з башти в кормовій частині, висоту підлоги вдалося значно знизити, заощадивши на барбетах 150 дов. т. На схемі IV збільшили довжину корпусу в порівнянні з попередніми типами — з 710 (216,4 м) до 725 футів (221 м). Необхідна потужність енергетичної установки знижувалася на 10 000 к.с. і навіть при зростанні маси корпусу загальна економія становила 47 дов. т. Але при цьому погіршувалася маневреність і підводний захист через зменшення глибини ПТЗ. Тому адекватнішим було визнано все ж коротший 216-метровий (710 футів) корпус.
Схема V була виконана з вісьмома 406-мм 45-каліберними гарматами, на яких продовжувало наполягати бюро озброєнь. За рахунок зниження швидкості до 27 вузлів був покращений захист. Корпус був найкоротшим з розглянутих. Цей варіант мав ЗВМ проти 406-мм снарядів від 18 300 до 27 400 м, щоправда, цитадель становила лише 61 % від довжини корабля. У грудні 1935 року були розглянуті варіанти з двома тригарматними баштами в носі та одній двогарматній на кормі, та з двома чотиригарматними баштами по краях. Незважаючи на недостатній захист 3 січня 1936 року для подальшого опрацювання генеральною радою був обраний варіант IV.
| Проєкт | Дата       | Стандартна вод. | Повна вод. | Довжина, м | Озброєння, ГК | Пояс, мм (з нахилом, °) | Палуба, мм | Потужність ЕУ, к.с. (швидкість, вузли) |
| ------ | ---------- | --------------- | ---------- | ---------- | ------------- | ----------------------- | ---------- | -------------------------------------- |
| I      | 15.11.1935 | 35 000          | 42 050     | 216,7      | 9×356-мм      | 311                     | 133        | 165 000 (30)                           |
| II     | 15.11.1935 | 35 743          | 42 050     | 216,7      | 9×356-мм      | 356                     | 133        | 165 000 (30)                           |
| II-A   | 15.11.1935 | 35 000          | 42 050     | 216,7      | 9×356-мм      | 324                     | 127        | 165 000 (30)                           |
| III    | 15.11.1935 | 35 000          | 42 050     | 216,7      | 9×356-мм      | 308(10)                 | 91,5-127   | 165 000 (30)                           |
| IV     | 15.11.1935 | 35 000          | 42 050     | 221        | 9×356-мм      | 308(10)                 | 91,5-127   | 165 000 (30)                           |
| IV-A   | 10.04.1936 | 35 000          | 42 050     | 221        | 9×356-мм      | 308(10)                 | 104-140    | 165 000 (30)                           |
| IV-B   | 10.04.1936 | 35 000          | 42 044     | 221        | 9×356-мм      | 308(10)                 | 104-140    | 155 000 (30)                           |
| IV-C   | 10.04.1936 | 35 000          | 42 050     | 221        | 9×356-мм      | 308(10)                 | 104-140    | 155 000 (30)                           |
| V      | 15.11.1935 | 35 000          | 41 922     | 221        | 8×406-мм      | 394                     | 160        | 130 000 (27)                           |

25 березня 1936 року було підписано Лондонську угоду, що призводило до розгляду подальших проєктів тільки з 356-мм гарматами.
|  |

Були уточнені вимоги. Швидкість 30 вузлів, дальність 15 000 миль на 15 вузлах, ЗВМ від нових 356-мм снарядів 17 400 м — 27 400 м, 16 127-мм гармат, два чотириствольні 28-мм автомати і 8 12,7 мм кулеметів. У березні 1936 року кількість 127-мм стволів збільшили до 20. У варіантах VIA і VIB знову повернулися до розташування гармат головного калібру за лінійно-піднесеною схемою в чотирьох двогарматних баштах. Також розглядався «традиційний» лінкор схеми VII з 4х3х356 мм і швидкістю 22 вузли, та «проміжний» за схемою VIII з десятьма 356-мм гарматами. Але основні зусилля були зосереджені на розгляді 30-вузлових варіантів IVA — IVC. Неприємною несподіванкою стала велика пробивна здатність старого 356-мм снаряду по палубній броні — повільніший снаряд падав під більшим кутом. Тому, незважаючи на збільшення товщини палуб, дальня межа зони невразливості залишилася тією ж. Основною проблемою була необхідність вкластися в обмеження за вагою при дуже щільному компонуванні. Схема VIA залишилася з шістьма 127-мм двогарматними установками. А для розташування додаткових 127-мм гармат довелося відмовитися від встановлення 28-мм автоматів. У схемах IVB 127-мм гармати розмістили у восьми двогарматних установках, а в схемі IVC — в шести дво- і вісьмох одногарматних установках. В останній, щоправда, для компенсації зрослої ваги установок боєзапас на гармату знизили з 500 до 450 пострілів. Ще одним нововведенням став плавний скіс корпусу в місці переходу напівбаку в шканці. За рахунок зниження висоти борту в кормовій частині на одну палубу істотно знижувалася маса корпусу.
| Проєкт | Дата       | Стандартна вод. | Повна вод. | Довжина, м | Озброєння ГК | Пояс, мм (з нахилом, °) | Палуба, мм | Потужність ЕУ, к.с. (швидкість, вузли) |
| ------ | ---------- | --------------- | ---------- | ---------- | ------------ | ----------------------- | ---------- | -------------------------------------- |
| VI-A   | 10.04.1936 | 35 000          |            | 221        | 8×356-мм     | 251(10)                 | 104-140    | 155 000 (30)                           |
| VI-B   | 10.04.1936 | 35 000          |            | 211        | 8×356-мм     | 339(10)                 | 104-140    | 116 000(26,5)                          |
| VII    | 10.04.1936 | 35 000          |            | 195        | 12×356-мм    | 308(10)                 | 104-140    | 50 000 (22)                            |
| VIII   | 10.04.1936 | 35 000          |            | 211        | 10×356-мм    | 308(10)                 | 104-140    | 116 000 (26,5)                         |

Бюро конструювання скаржилося на те, що від нього вимагають отримати еквівалент британського «Худа» у водотоннажності, меншій на 5-6 тисяч тонн. У спробах забезпечити таку економію маси в проєктах IXA, В і С були використані чотиригарматні башти — по одній по краях. У проєкті IXC вдалося навіть довести кількість 127-мм гармат до 20. У проєкті IXD за рахунок відмови в деяких місцях від протиуламкової палуби і боєзапасу допоміжної артилерії збільшили товщину головної палуби. У проєкті IXE дві чотиригарматні башти були розташовані в носовій частині, що призвело до зростання ваги барбета піднесеної башти. Всі ці проєкти були 30 вузловими з довжиною корпусу у 725 футів. І хоча за розрахунками проєкти вкладалися у відведений ліміт водотоннажності, всі вони були визнані незадовільними.
Рада флоту вирішила знизити свої вимоги до швидкості і до 15 травня було підготовлено декілька проєктів зі швидкістю 27 вузлів і з поліпшеним бронюванням. Потужність механізмів і довжина корпусу зменшувалися. На схемі XA ціною зниження швидкості до 26,8 вузла кількість гармат головного калібру довели до десяти — у схемі з трьома тригарматними баштами одна носова була замінена на чотиригарматну. Схема XIA стала її розвитком. Для досягнення 27 вузлової швидкості довжина корпусу зростала до 706 футів, але через це товщина пояса падала з 366 до 320 мм. Схеми ХВ і XIB були з трьома тригарматними баштами. На схемі XII за рахунок зниження швидкості до 26,6 вузла збільшили бронювання.
Бронювання проєкту XII було визнано вдалим і далі продовжився пошук способу збільшення швидкості. У схемах XII і XIV повернули довжину корпусу у 725 футів. При потужності механізмів у 123 000 к.с. це давало швидкість 28,5 вузлів. На цих проєктах відмовилися від вимоги можливості стріляти з носової башти при нульовому куті піднесення. Це давало економію ваги за рахунок зниження висоти барбетів носової групи башт і бойової рубки. Проєкт XIII був з трьома тригарматними баштами. На схемі XIV за рахунок відмови від кормового директора і бойової рубки додали десяту гармату. У схемі ХІІІА за рахунок відмови від кормової бойової рубки потужність довели до 150 000 к.с., отримавши швидкість у 30 вузлів. У схемі XIIIB до верхньої «протибомбової» палуби додали 12,7 мм товщини броні.
| Проєкт | Дата       | Стандартна вод. | Повна вод. | Довжина, м | Озброєння ГК | Пояс, мм (з нахилом, °) | Палуба, мм | потужність ЕУ, к.с. (швидкість, вузли) |
| ------ | ---------- | --------------- | ---------- | ---------- | ------------ | ----------------------- | ---------- | -------------------------------------- |
| IX-A   | 06.05.1936 | 35 000          |            | 221        | 8×356-мм     | 308(10)                 | 104-140    | 155 000 (30)                           |
| IX-B   | 06.05.1936 | 35 000          |            | 221        | 8×356-мм     | 339(10)                 | 104-140    | 155 000 (30)                           |
| IX-C   | 06.05.1936 | 35 000          |            | 221        | 8×356-мм     | 339(10)                 | 104-140    | 155 000 (30)                           |
| IX-D   |            | 35 000          |            | 221        | 8×356-мм     | 333(10)                 | 127-140    | 155 000 (30)                           |
| IX-E   | 19.05.1936 | 35 000          |            | 221        | 8×356-мм     | 333(10)                 | 127-140    | 155 000 (30)                           |
| X-A    | 29.05.1936 | 35000           |            | 211        | 10×356-мм    | 333(10)                 | 146        | 112 500 (26?8)                         |
| X-B    |            | 35 000          |            | 211        | 9×356-мм     | 339(10)                 | 146        | 116 000 (27)                           |
| XI-A   |            | 35 000          |            | 215,6      | 10×356-мм    | 320(10)                 | 146        | 112 500 (27)                           |
| XI-B   |            | 35 000          |            | 215,6      | 9×356-мм     | 320(10)                 | 146        | 122 000 (27,5)                         |
| XII    |            | 3 5000          |            | 205,6      | 9×356-мм     | 375(10)                 | 124-140    | 112 500 (26.6)                         |
| XIII   | 29.05.1936 | 35 000          |            | 221        | 9×356-мм     | 330(10)                 | 124-140    | 123 000 (28,5)                         |
| XIII-A |            | 35 000          |            | 221        | 9×356-мм     | 330(10)                 | 124-140    | 150 000 (30)                           |
| XIII-B |            | 35 000          |            | 221        | 9×356-мм     | 330(10)                 | 124-140    | 123 000 (28,5)                         |
| XIV    | 29.05.1936 | 35 000          |            | 221        | 10×356-мм    |                         |            | 123 000 (28,5)                         |

Було опрацьовано проєкт з 226-м (740 футів) корпусом і 11-ма 356-мм гарматами — дві чотиригарматні башти з країв та одна тригарматна піднесена. При потужності у 123 000 к.с. це давало швидкість 29 вузлів. Але проєкт був визнаний не практичним, хоча напрацювання по ньому і були використані в наступній схемі. У серії проєктів групи XV були розглянуті варіанти з 9, 10 і 12-ма гарматами. Після їх розгляду рада флоту стала схилятися на користь вибору тихохіднішого лінкора з 11 або 12-ма гарматами. Бюро конструювання отримало завдання доопрацювати схеми XV і XVE. У них вимагалося 450-тонний запас водотоннажності пустити на посилення бронювання. У проєктному завданні закладалися такі вимоги: швидкість 28,5 вузлів, озброєння з 11 356-мм і 16 127-мм гармат, зона невразливості від 17 400 до 27 400 м (по погребах 30 200 м). Знижувалися вимоги по боєзапасу — 900 356-мм і 6800 127-мм снарядів, і відмовлялися від 28 мм автоматів. При цьому обов'язковою була наявність «протибомбової» палуби і досягнення контрактної швидкості при повній водотоннажності.
У проєкті XVE довжина корпусу скорочувалася до 217,6 м, а швидкість скорочувалася до 27 вузлів, як на схемі XV. Зниження рівня захисту не розглядалося, тому що розкрилися дві неприємні обставини. По-перше, випробування моделей показали, що при швидкостях 20…27 вузлів утворюється система хвиль, які оголюють підводну ділянку бронепояса в районі погребів. Також дослідження бюро озброєнь показали, що найбільша загроза на дальностях бою 18300 — 27400 м «пірнувші» снаряди. Спроба додати нижній пояс в районі погребів призводила до зниження еластичності протиторпедної перегородки й погіршення її характеристик. До того ж бюро озброєнь вважало занадто оптимістичними оцінки ефективності «протибомбової» палуби і різко заперечувало проти зниження на носовому траверзі, як і на поясі, товщини у підводній частині. Бюро вважало що неброньована носова частина набагато гірше гальмує снаряд, ніж вода.
Всі зміни сильно обмежувалися надзвичайно щільним компонуванням початкового проєкту. Збільшення глибини пояса в районі погребів вимагало 490 дов. т. Встановлення нижнього 76-мм пояса вимагала вже 787 дов. т. Також необхідно було знайти 340 дов. т для посилення головної палуби. Для економії ваги знижувати товщину протиуламкової палуби нижче від 16 мм було не можна. Вона відігравала важливу роль в міцності корпусу, тому що була включена в силовий набір. До того ж бюро озброєння наполягало на поверненні кормової бойової рубки, так її відсутність заощаджувала всього 50 дов. т. Інженерне бюро запропонувало використати 6 котлів, що давало економію на довжині машинної установки у 6 футів і економію маси 100 дов. т. Але заради зручнішої експлуатації, все ж схилялися до вибору 8 котлів. Результівний проєкт XVI мав 12 356-мм гармат в чотиригарматних баштах, 16 127-мм гармат — у шести двогарматних і чотирьох одногарматних установках, швидкість 27 вузлів, але товщина пояса становила всього 285 мм
|  |

Рада флоту все ж вважала головним завданням корабля взаємодію з авіаносцями. Тому в спробі забезпечити 30 вузлову швидкість було розглянуто декілька модифікацій, де за рахунок зменшення кількості 356-мм гармат збільшували товщину бронювання. Варіант XVIA ніс 11 гармат і 257-мм пояс, XVIв — 10 гармат і 343-мм пояс, а XVIC — 9 гармат і 346-мм пояс. Рада флоту вважала найбільш вдалою схему XVIC. Але проти цього варіанту різко став заперечувати адмірал Рівз, основоположник авіаносної тактики флоту США і член Генеральної ради флоту. Він вважав що 30 вузлів все одно замало для взаємодії з авіаносцями, а озброєння з 9 гармат неадекватним високій вартості нового лінкору. Він переконав адмірала Стендлі, що виконував на той момент обов'язки секретаря флоту, підписати зміну проєктних вимог на 12 гармат і 27 вузлів. До того ж прогнозувалися ускладнення з підписанням Японією Лондонської угоди 1936 року, тому очікувалася відмова від обмеження калібру в 356-мм. У вимоги додатково було включено пункт, який вимагав забезпечити можливість заміни чотиригарматних 356-мм башт на тригарматні 406-мм. Роботи продовжилися над схемою XVI, з метою посилити її бронювання. Зовнішність нового лінкора нарешті починала набувати остаточних обрисів.
| Проєкт | Дата       | Стандартна вод. | Повна вод. | Довжина, м | Озброєння ГК | Пояс, мм (з нахилом, °) | Палуба, мм | Потужність ЕУ, к.с. (швидкість, вузли) |
| ------ | ---------- | --------------- | ---------- | ---------- | ------------ | ----------------------- | ---------- | -------------------------------------- |
| XV     | 02.06.1936 | 35 000          | 42 044     | 221        | 11×356-мм    |                         |            | 123 000 (28,45)                        |
| XV-A   |            | 35 000          |            | 221        | 9×356-мм     |                         |            | 150 000 (30)                           |
| XV-B   |            | 35 000          |            | 221        | 10×356-мм    |                         |            | 123 000 (28,45)                        |
| XV-C   |            | 3 5000          |            | 221        | 10×356-мм    |                         |            | 150 000 (30,05)                        |
| XV-D   |            | 35 000          |            | 221        | 10×356-мм    |                         |            | ? (29,2)                               |
| XV-E   | 19.06.1936 | 35 000          |            | 221        | 12×356-мм    |                         |            | ? (28,45)                              |
| XVI    | 20.08.1936 | 35 000          |            | 217,6      | 12×356-мм    | 285(10)                 | 130-142    | ? (27)                                 |
| XVI-A  |            | 35 000          |            |            | 11×356-мм    | 257(10)                 | 130-142    | ? (30)                                 |
| XVI-B  |            | 35 000          |            | 221        | 10×356-мм    | 343(10)                 | 130-142    | ? (30)                                 |
| XVI-C  |            | 35 000          |            | 221        | 9×356-мм     | 346(10)                 | 130-142    | ? (30)                                 |
| XVI-D  |            | 35 000          |            | 221        | 9×356-мм     | 325(10)                 | 130-142    | ? (30)                                 |

18 листопада 1936 на нараді у головкому ВМС (CNO) в остаточний проєкт було вирішено додати ще декілька змін: ближню зону невразливості треба були розширити до 18 300 м, підняти башту № 2, щоб вона могла стріляти поверх башти № 1, кількість 127-мм гармат треба було збільшити до 20. При цьому башту № 2 можна було змістити далі в ніс, що збільшувало місце для машинної установки. Розраховували що при обмеженій водотоннажності ці зміни можна буде внести без істотного зниження швидкості.
Однак при вирішенні проблеми «в лоб» ці зміни призводили до 782 т додаткової маси. У 712 футовому корпусі це призводило до зменшення силової установки до 65 000 к.с. і падіння швидкості до 24 вузлів. При зменшенні довжини корпусу до 702 футів, за рахунок його меншої ваги потужність силової установки можна було збільшити до 87 000 к.с. Це дозволяло розвинути швидкість у 25,25 вузла, але виникали сумніви в тому, що силова установка без проблем впишеться в корпус. У будь-якому випадку метацентрична висота занадто сильно зменшувалася. Були потрібні інші рішення.
Початковий кут нахилу броньового пояса був змінений спочатку з 10° до 13°. А восени 1937 року його збільшили до 15°. Таким чином ближня межа ЗВМ ставала рівною 20 000 ярдам без помітного збільшення ваги. Висота пояса при цьому була обрана мінімальною — 6 футів та 6 дюймів. Виходячи з того що при заміні виробленого палива баластом, осадка не буде зменшуватися. Верхній рівень пояса розраховувався виходячи з того, щоб пояс не занурювався повністю під воду після нахилення при одному торпедному попаданні. Нижня окрайка пояса повинна була не оголюватися в утвореній системі хвиль на ходу в 27 вузлів. Товщину поясу, що прикриває погреби знизили до 51 мм. Кількість ПТП обмежили чотирма. При цьому рідиною заповнювалися тільки дві порожнини. Вважалося що ПТЗ повинна була витримати три попадання торпедою в один борт без втрати остійності. У листопаді 1936 року було вирішено, як і на нових крейсерах та есмінцях, перейти на установку з високими параметрами пари — з 600 Psi/700 °F (4,1 МПа/371 °C) до 1200 Psi/950 °F (8,2 МПа/510 °C). Кількість котлів зменшувалася з 10 до восьми. Загалом це заощаджувало 8 % або 250 т маси силової установки і давало економію витрати палива у 10 %. При цьому потужність з 115 000 к.с. можна було довести до 130 000 к.с., але в контракт потрапила цифра у 121 000 к.с.. Щоправда, супроти початкової схеми XVI вирішено було для підвищення бойової стійкості розмістити в кожному з чотирьох відсіків по одному турбозубчастому агрегату і два котли. Через це димоходи довелося виводити не в одну загальну, а у дві труби.
Ціною збільшення водотоннажності на 88 т замість чотирьох одногарматних розмістили чотири двогарматних 127-мм установки, довівши загальну кількість гармат до 20. Установки розташовувалися у формі букви W — три зверху і дві знизу. При цьому нижні були неброньованими. Пізніше заради уніфікації їх все-таки вирішили забронювати як і верхні, що обійшлося в додаткові 117 дов. т. Також товщину палуби над погребами збільшили до 51 мм.
Теодор Рузвельт був обраний президентом США на хвилі пацифістських настроїв, тому закладка перших з 1921 року двох нових лінкорів № 55 та № 56 була перенесена з бюджету 1937 у 1938 рік. Закладка лінкору № 55 «Норт Керолайна» відбулася в жовтні 1937 року. 25 березня 1937 стало відомо, що японці не підпишуть лондонську угоду в 1937 році, тому обмеження калібру знімалися. Основною зміною стала заміна закладених початково 356-мм гармат на 406-мм. Але в результаті зволікань секретар флоту підписав рекомендацію по заміні тільки 15 червня, а на корабельню нові креслення потрапило вже після закладки кіля «Норт Керолайни».

## Конструкція

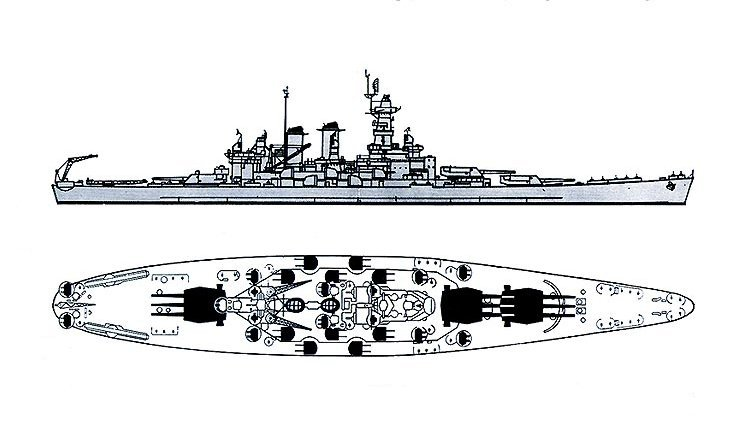
«Норт Керолайна»

### Корпус
Кораблі мали гладкопалубний корпус з підйомом в носі. Корпус нових лінкорів набирався за поздовжньою схемою, замість поперечної у попередніх типів. Шпація становила 1,219 м. Поздовжня схема набору призвела до поглиблення шпангоутів. При цьому виросла і висота міжпалубних просторів — 2,52 м у діаметральній площині й 2,41 м біля бортів. У середній частині корпусу за рахунок цього в кубриках з'явилася можливість встановити чотириярусні ліжка. У носовій частині міжпалубний простір за рахунок підйому лінії борту виростав у ще більшій мірі. І тому перед носовою баштою головного калібру між верхньою і головною палубами з'явилася додаткова напівпалуба, на якій розташували каюти офіцерів. Частина екіпажу була розміщена в кубриках попереду носового траверзу, на рівні головної броньової і нижньої палуб .
Лінкори отримали нову форму корпусу в кормовій частині. Силова установка була чотиригвинтовою. Внутрішня пара валів була зашита у кілі-скеги, які були продовженням протиторпедних перегородок. Скеги виконували декілька функцій. Будучи продовженням протиторпедних перегородок, вони служили додатковим захистом внутрішньої пари валів і кормових погребів головного калібру (ГК), були додатковою опорою при докуванні. За рахунок їх використання отримувались повніші обриси в кормовій частині, що забезпечувало більшу глибину ПТЗ. В районі кормових погребів вона становила 15 футів замість 11 у класичної схеми. Але найважливішим було те, що вони значно покращували гідродинамічні характеристики корпусу. Пропульсивний коефіцієнт зростав до 0,602 у порівнянні з 0,595 при використанні традиційних обводів. І хоча у фінальному проєкті пропульсивний коефіцієнт становив 0,590, це все одно було значно краще ніж у попередніх типів швидкісних кораблів. Наприклад для «Лексінгтона» він становив 0,565. Навпроти внутрішньої пари гвинтів встановлювалася пара балансирних рулів площею по 28,1 м². Рулі розташовувалися в 3 м від діаметральної площини і мали механічні кути повороту — по 36,5° в кожну сторону. Досліди з моделями показали, що така схема для багатогвинтових кораблів дозволяє домогтися кращої обтічності і керованості, близької до одногвинтових кораблів. При експлуатації кораблі показали добру маневреність — діаметр тактичної циркуляції становив 625 метрів на 27 вузлах. Схема здавалася настільки вдалою, що її без перевірки застосували на наступних типах лінкорів — «Саут Дакоті» та «Айові». Але при виході на ходові випробування щойно збудованих кораблів виявилася занадто велика поздовжня вібрація в кормовій частині. Її позбулися лише після зміцнення конструкції корпусу та заміни гвинтів на менший діаметр.
На момент будівництва на борту лінкорів знаходилися наступні шлюпки: по два 12,2-метрових моторних баркаси і катери, один 10,7-метровий моторний гіг, три 15,2-метрових моторних баркаси, два 8-метрових моторних вельботи, 12,2-метрова баржа, два гребних 9,2-метрових вельботи і два гребних 4,3-метрових яли, рятувальні плоти — 12 на 60, 12 на 40 і 12 на 25 осіб. Під час війни більшість шлюпок зняли, замінивши їх рятувальними плотами. Шлюпки обслуговувалися двома великими шлюпковими кранами, які збереглися до кінця служби, незважаючи на зменшену кількість шлюпок.
За проєктом штат мирного часу складався зі 108 офіцерів і 1772 інших чинів. У воєнний час він збільшувався за рахунок резервістів, і зростав в ході війни при збільшенні кількості зенітних автоматів. У 1941 році екіпаж «Вашингтона» складався з 99 офіцерів і 2035 інших чинів, а в 1945 році — із 144 і 2195. Після війни екіпажі зменшилися. У 1947 році на «Вашингтоні» служило 146 офіцерів і 1843 нижніх чинів, а на «Норт Керолайні» — 135 і 1639 відповідно.

### Озброєння
Головний калібр
Як головний калібр спочатку планувалося встановлення 12 нових 356-мм гармат Mk 11 у трьох чотиригарматних баштах. Але після зняття обмежень вони були замінені на 9 406-мм 45 каліберних гармат Mk 6 у трьох тригарматних баштах. Маси і габарити башт були близькими, тому ця заміна не викликала великих проблем.
На гарматах Mk 6 застосовувалося картузне заряджання. У порівнянні із 406-мм гарматою Mk 1, встановлених на лінкорах типу «Меріленд», Mk 6 була легшою на 20 т. Американські лінкори будувалися виходячи з концепції бою на великих дистанціях, де снаряд з більшою ймовірністю вражав палубу, а не борт. Тому для нових гармат був розроблений новий бронебійний «надважкий» 1225 кг снаряд з досить низькою початковою швидкістю у 701 м/с. Метальний заряд складався з 6 картузів, замість 5 на Mk 1. Ствол лейнований, з діаметром біля затвора 1168 мм і 597 мм біля дульного зрізу. Замок поршневий, системи Веліна, з відкриттям донизу. Існувало три основних модифікації гармати. Починали службу лінкори з Mk 6 мод 0 — з кроком нарізки 1 оберт на 50 калібрів. Крок зменшили спочатку до одного оберту на 32, а згодом і до 25 калібрів. На початок квітня 1944 року на всіх лінкорах все ж стояли Mk 6 мод 1, з нарізкою 1 оберт на 25 калібрів. Для підвищення живучості стволів внутрішня поверхня була хромована на довжині 15 875 мм від дульного зрізу на глибину 13 мкм .
Тригарматні башти оснащувалися дистанційним управлінням з силовим приводом. Для горизонтального наведення застосовувався 300-сильний двигун, для вертикального — потужністю 60 к.с. Для приводу досилача використовувався двигун потужністю 60 к.с., для снарядного підіймача — 60 к.с. та 75 к.с. для зарядного підіймача. Башта мала дві кільцеві платформи для подачі на них снарядів перед завантаженням у підіймачі, які оснащувалися приводами по 60 к.с. Гармати заряджалися при постійному куті піднесення у +5°. Кут підвищення гармат нижніх башт становив від −2° до + 45°, для піднесеної — від −0° до + 45°. Кожна гармата оснащувалася власним підіймачем. Боєзапас становив по 100 снарядів на гармату. Снаряди зберігалися вертикально на двох палубах в нерухомій частині башти та за допомогою системи талей і строп подавалися спочатку на обертові кільцеві платформи, які могли рухатися незалежно від башти. З платформ снаряд і альтанка на шість зарядів за допомогою ланцюгового підіймача подавалася у бойове відділення. Для зниження вибухонебезпечності безперервної системи подачі підіймачі оснащувалися вогнетривкими дверима. Цикл стрільби становив 30 с. Щоб уникнути взаємодії снарядів при залпі з трьох гармат, були встановлені котушки затримки стрільби. Друга і третя гармати в башті стріляли із затримкою по 25 мс після першої.
Основу боєзапасу становили нові 1225 кг бронебійні снаряди. Снаряд мав довжину 4,5 калібру, оснащувався бронебійним «Макарівським» ковпачком масою в 10 % від загальної маси снаряду. Розривний заряд з пікритом амонію становив 1,5 % від маси снаряду. Снаряд оснащувався донним підривачем з постійною затримкою 0,035 с. У жовтні 1942 року, коли постало завдання стрільби по берегу, в боєзапас були включені фугасні 862 кг снаряди із зарядом 8 % тринітротолуолу з донним і головним підривачами. Наприкінці війни, коли основним завданням лінкорів став вогонь по берегових цілях, фугасні снаряди становили більшість боєкомплекту.
Зовнішнє управління баштами здійснювалося за допомогою двох директорів Мк 38, оснащених 8-метровими далекомірами. Директори встановлювалися на верхівках носової та кормової надбудов. У кожній башті також встановлювалися далекоміри з базою 13,5 м для ведення індивідуального вогню.
Допоміжний калібр

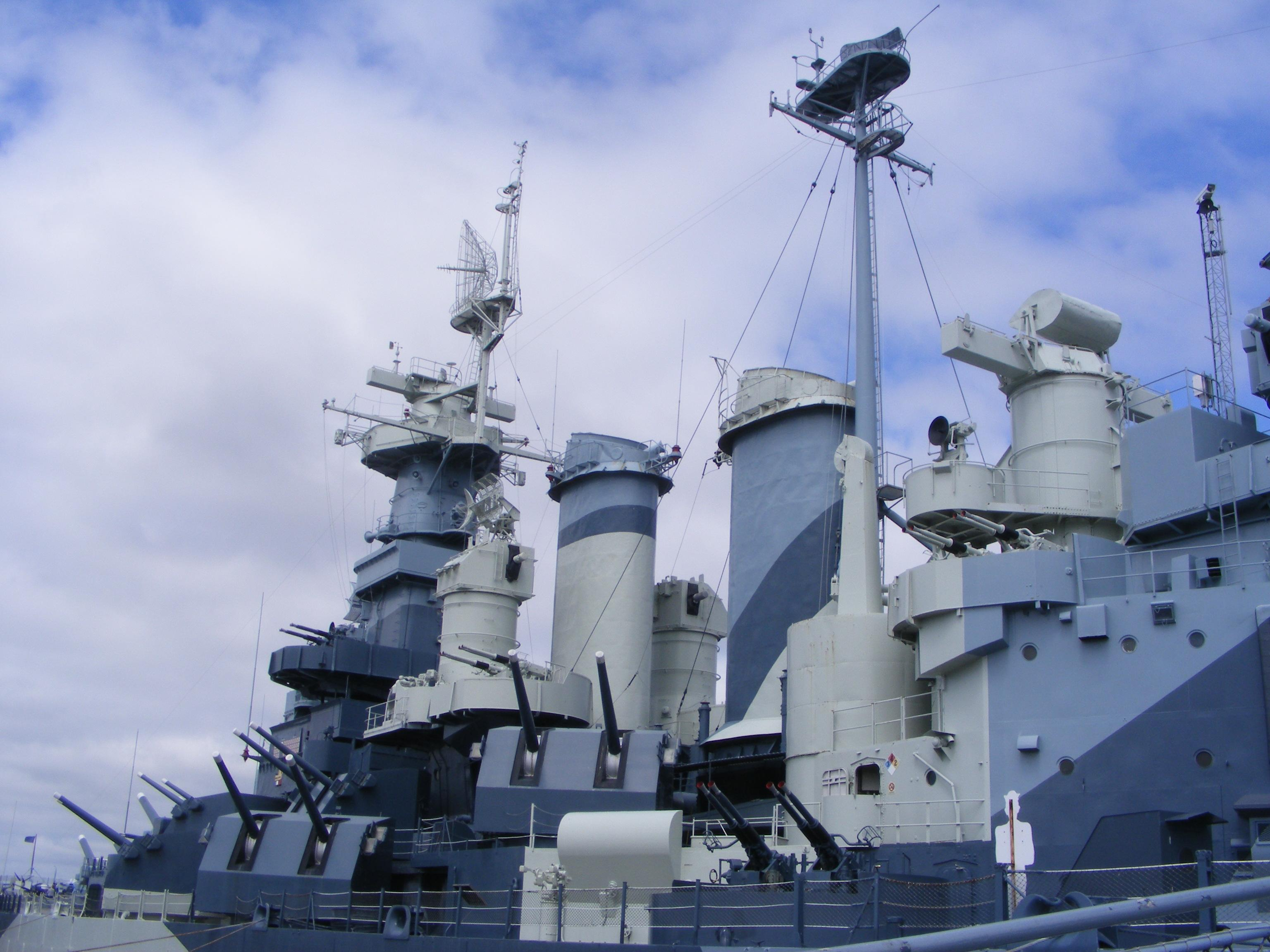
Батарея 127-мм гармат

Як допоміжну артилерію лінкори отримали батарею з 20 універсальних 38-каліберних 127-мм гармат Mk 12, розташованих в спарених закритих броньованих установках Mk 32. Установки були розташовані на надбудові у два яруси, з розміщенням у формі букви W — три зверху і дві знизу, що давало їм дуже великі кути обстрілу. Установка Мк 32 оснащувалися дистанційним силовим приводом і забезпечувала кути вертикального наведення від −15° до +85°. Установка була захищена з усіх боків 49,5 мм бронею. Заряджання роздільно-гільзове. Скорострільність — 15 пострілів на хвилину на ствол. Снаряди та заряди з погребів по окремих підіймачах подавалися в перевантажувальне відділення під баштою і складали готовий до стрільби боєзапас. Звідси вони по центральному стовпу, що обертався разом з баштою, за допомогою тросових підіймачів подавалися в башту. Кожна гармата оснащувалася індивідуальним снарядним і зарядним підіймачем.
Боєзапас становив по 340 снарядів на гармату. У боєкомплект входили снаряди декількох типів. Для стрільби по кораблях застосовувався «спеціальний коммон» вагою 25 кг із зарядом 3,7 % пікриту амонію і бронебійним ковпачком. Зенітний снаряд важив 24,56 кг при 14,3 % вибухової речовини. Найдосконалішим був снаряд з радіолокаційним підривачем вагою 24,77 кг з вибуховою речовиною вагою 14,4 %. При опроміненні цілі корабельною РЛС підривач вловлював відбитий від цілі сигнал і використовуючи ефект Доплера визначав момент прольоту повз ціль, та ініціював підрив снаряду. Такий снаряд виявився дуже ефективним. У 1943 році вони становили чверть від усіх випущених 127-мм снарядів і на їх частку припадало 51 % збитих літаків. Щоправда, при стрільбі по низьковисотних торпедоносцях підривач помилково спрацьовував від сигналу відбитого від гребенів хвиль, але цю проблему частково вирішили до середини 1944 року.
Управління стрільбою здійснювалося за допомогою чотирьох директорів Мк 37. Вони розташовувалися ромбом приблизно на одному рівні — на даху ходової рубки, з боків носової димової труби і на кормовій надбудові. У кожному напрямку могли працювати не менше двох директорів, що дозволяло одночасно відбивати дві атаки з одного напряму з повітря або води. Директор мав екіпаж з 7 осіб і оснащувався 4,6 метровим далекоміром і електромеханічним рахунковим приладом.
Зенітне озброєння

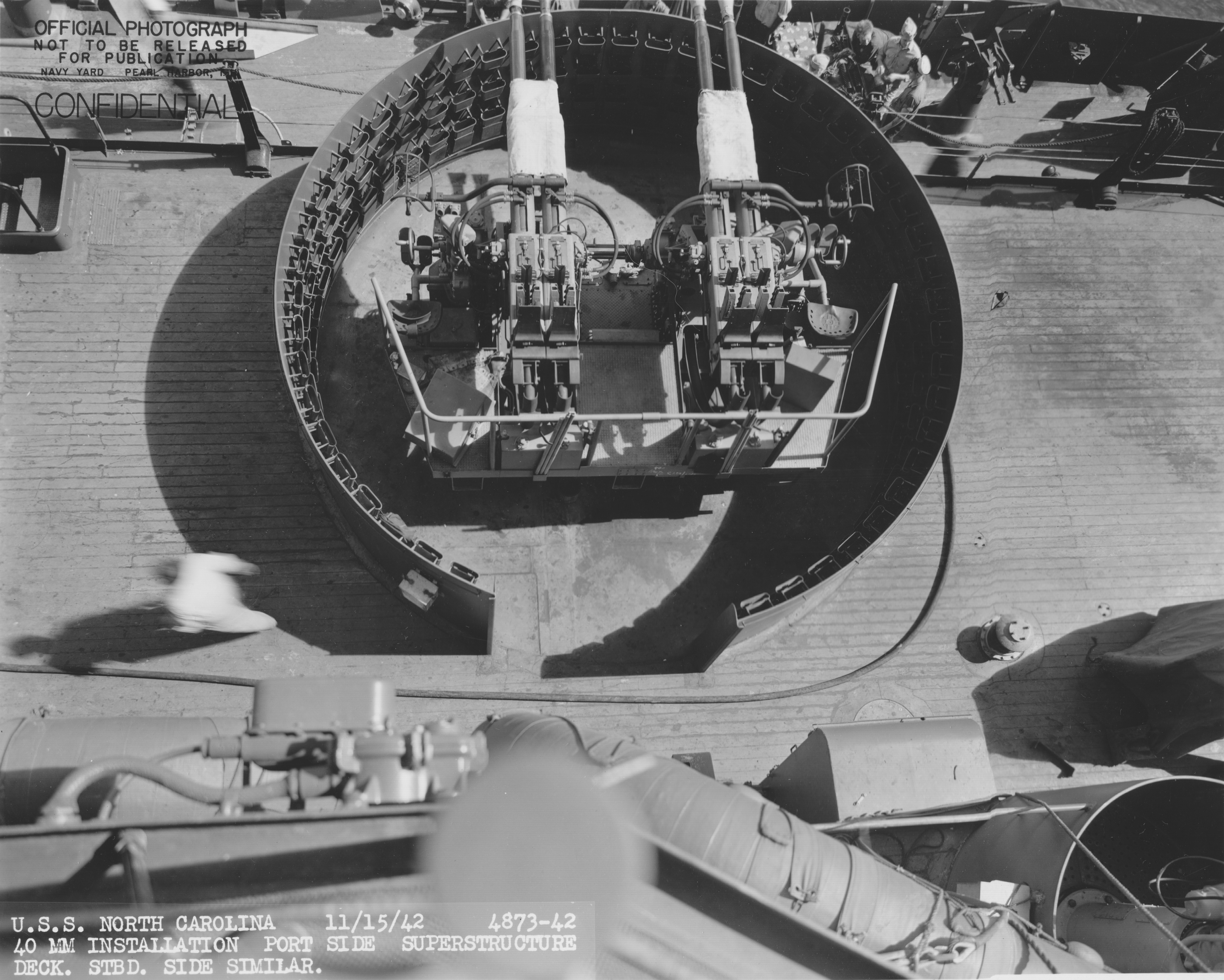
Вид згори на 40-мм чотиригарматну установку «Бофорс»

За проєктом зенітне озброєння складалося з 16 28-мм автоматів у чотирьох чотириствольних установках і 18 12,7-мм кулеметів — чотири стаціонарних та інші переносні. 28-мм гармати були недостатньо потужними і страждали від маси недоліків. Влітку 1941 року Управління озброєння США купило ліцензію на виробництво 40-мм шведських «Бофорсів» та 20-мм швейцарських «Ерліконів». «Бофорс» при такій же скорострільності як і 28-мм автомати мав удвічі важчий снаряд з самоліквідатором на дистанції 4500 м. При цьому маса установки дозволяла заміщати 28-мм автомати один до одного — просто замінюючи чотириствольні 28-мм на чотириствольні 40-мм «Бофорси».
Промисловість не справлялася з виробництвом нових зенітних автоматів, тому їх надходження на флот почалося лише з весни 1942 року. До того ж заміна могла проводитися лише під час планових ремонтів на корабельні, тому вона затягнулася. З початком бойових дій «Норт Керолайна» отримала п'яту 28-мм установку замість навігаційного 3,6 метрового далекоміра на даху ходової рубки. В кінці 1942 року дві додаткових 28-мм установки, встановлених замість прожекторів з боків носової димової труби, отримав і «Вашингтон». Під час ремонту торпедного пошкодження у листопаді 1942 року «Норт Керолайна» отримала десять установок «Бофорс» — чотири на місці 28-мм установок, на верхній палубі, дві з боків башти ГК № 2 і дві з боків кормової надбудови, плюс ще дві в кормі біля катапульт. У червні 1943 року на ній з'явилося ще чотири установки — дві біля бічних директорів Мк 37 і дві на шельтердеці з боків носової надбудови. У листопаді 1943 року встановили п'ятнадцятий «Бофорс» — на даху башти ГК № 3. На «Вашингтоні» 28-мм автомати замінили на шість установок «Бофорс» до літа 1943 року. А до серпня 1943 їх число довели до 15, з таким же розташуванням як на «Норт Керолайні».
Склад 12,7 мм кулеметів і 20-мм «Ерліконів» постійно змінювався. «Ерлікони» спочатку встановлювалися в одинарних установках, і позаяк їх монтаж міг проводиться в польових умовах силами самої команди, їх точне розташування встановити практично неможливо. З 12,7-мм кулеметів тільки два мали постійне положення на дві палуби вище верхньої, над другими від носа 127-мм баштами. Решта були знімні і монтувалися на численних тумбах, розкиданих по шельтердеку та верхній палубі. 20-мм «Ерліконів» не вистачало, тому перший час вони співіснували з 12,7 мм кулеметами. У квітні 1942 року «Норт Керолайна» несла 40 20-мм автоматів і 12 кулеметів, а «Вашингтон» — 20 «Ерліконів» і 12 кулеметів. У червні 1942 року при переході на Тихий океан на обох кораблях число кулеметів збільшили до 28. До кінця літа число 20-мм автоматів на «Вашингтоні» довели до 20, але до кінця року при встановленні двох 28-мм установок для звільнення місця зняли 5 «Ерліконів» та кулемети. На «Норт Керолайні» при ремонті торпедного пошкодження також зняли всі кулемети і додали шість 20-мм автоматів. До квітня 1943 року число «Ерліконів» на «Вашингтоні» довели до 64, а на «Норт Керолайні» до березня 1944 року до 53. Наприкінці квітня 1944 замість однієї одноствольної установки на «Вашингтоні» був встановлений счетверенний «Ерлікон». До кінця 1944 року було прийнято рішення про заміну одноствольних установок на спарені. У квітні 1945 року «Вашингтон» ніс 75 20-мм автоматів, а його сістершіп — 56. До серпня 1945 року на «Норт Керолайні» було вісім спарок і 20 одинарних установок, а на «Вашингтоні» — одна чотириствольна, вісім спарених і 63 одноствольних установки. До кінця 1945 року з 83 20-мм стволів на «Вашингтоні» залишили тільки 63.
| Гармата                                                  | 16"/45 Mark 6                            | 16"/45 Mark 6                            | 5"/38 Mark 12              | 40 mm/56 Mark 1 (Bofors)  | 1.1"/75 (28 mm) Mark 1       | 20 mm/70 Marks 2 (Oerlikon) |
| -------------------------------------------------------- | ---------------------------------------- | ---------------------------------------- | -------------------------- | ------------------------- | ---------------------------- | --------------------------- |
| Калібр, мм                                               | 406                                      | 406                                      | 127                        | 40                        | 28                           | 20                          |
| Довжина ствола, калібрів                                 | 45                                       | 45                                       | 38                         | 56                        | 75                           | 70                          |
| Рік розробки                                             | 1936                                     | 1936                                     | 1932                       | 1936                      | 1929                         | 1939                        |
| Маса гармати без затвора, кг                             | 97 231                                   | 97 231                                   | 1810                       | 522                       | 252                          | 68,04                       |
| Скорострільність постр./хв.                              | 2                                        | 2                                        | 15-22                      | 120                       | 150                          | 450                         |
| Тип заряджання                                           | картузне                                 | картузне                                 | роздільно-гільзове         | унітарне                  | унітарне                     | унітарне                    |
| Маса заряду, кг                                          | 242,7                                    | 242,7                                    | 6,9-7,03                   | 0,314                     | 0,31                         | 0,086                       |
| Тип снаряду                                              | Бронебійний Mark 6                       | Осколково-фугасний Mark 13               | Осколково-фугасний Mark 34 | Осколково-фугасний Mark 1 | Осколково-фугасний Mark 1    | Осколково-фугасний Mark 3   |
| Маса снаряду, кг                                         | 1225                                     | 862                                      | 25                         | 0,9                       | 0,416                        | 0,123                       |
| Початкова швидкість м/с                                  | 701                                      | 803                                      | 792                        | 881                       | 823                          | 844                         |
| Живучість ствола, пострілів                              | 395                                      | 395                                      | 4600                       | 9500                      |                              | 9000                        |
| Максимальна дальність, м                                 | 33 741                                   | 36 741                                   | 15 903                     | 10 180                    | 6 767                        | 4 389                       |
| Досяжність за висотою, м                                 | -                                        | -                                        | 11 887                     | 6797                      | 5791                         | 3048                        |
| Установка                                                |                                          |                                          | Mark 28 mod 0              | Mark 2 Quad               | Quadruple Mount Mark 2 Mod 2 | Mark 2                      |
| Кількість стволів                                        | 3                                        | 3                                        | 2                          | 4                         | 4                            | 1                           |
| Маса обертової частини                                   | 1426 т Башти № 1 та № 2 1460 т башта № 3 | 1426 т Башти № 1 та № 2 1460 т башта № 3 | 70 894 кг                  | 10 524-10 796 кг          | 4 763 кг                     | 769 кг                      |
| Кути схилення                                            | −2°/+45° 0°/+45° башта № 2               | −2°/+45° 0°/+45° башта № 2               | -15°/+85°                  | -15°/+90°                 | −15°/+110°                   | −5°/+87°                    |
| Швидкість наведення вертикального / горизонтального, °/с | 12 / 4                                   | 12 / 4                                   | 15 / 25                    | 24 / 26                   | 24 / 30                      | ручне                       |

Радіолокаційне озброєння

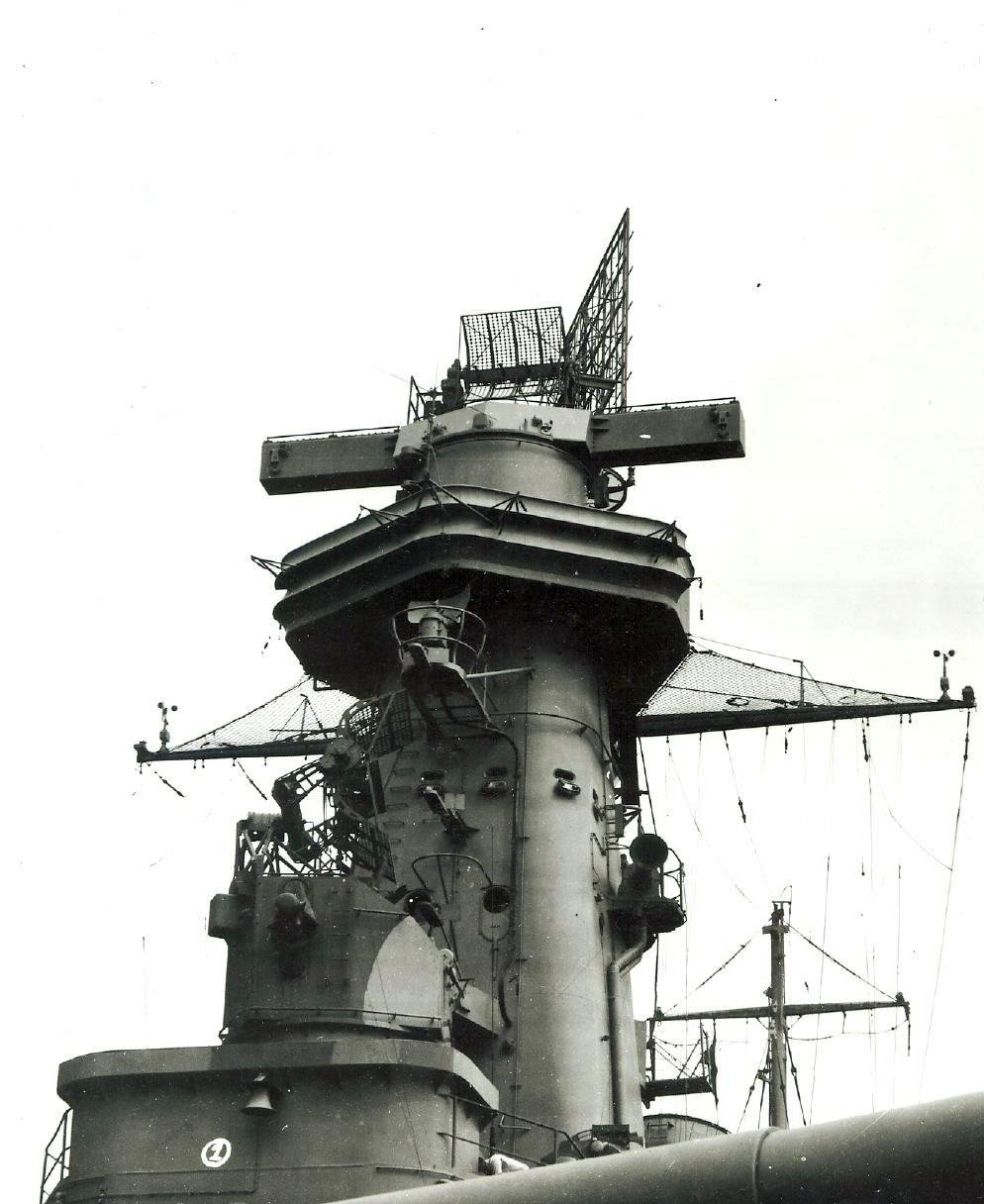
Щогла лінкору «Вашингтон» після модернізації 18 серпня 1942 року. На верхівці — антена радара SG

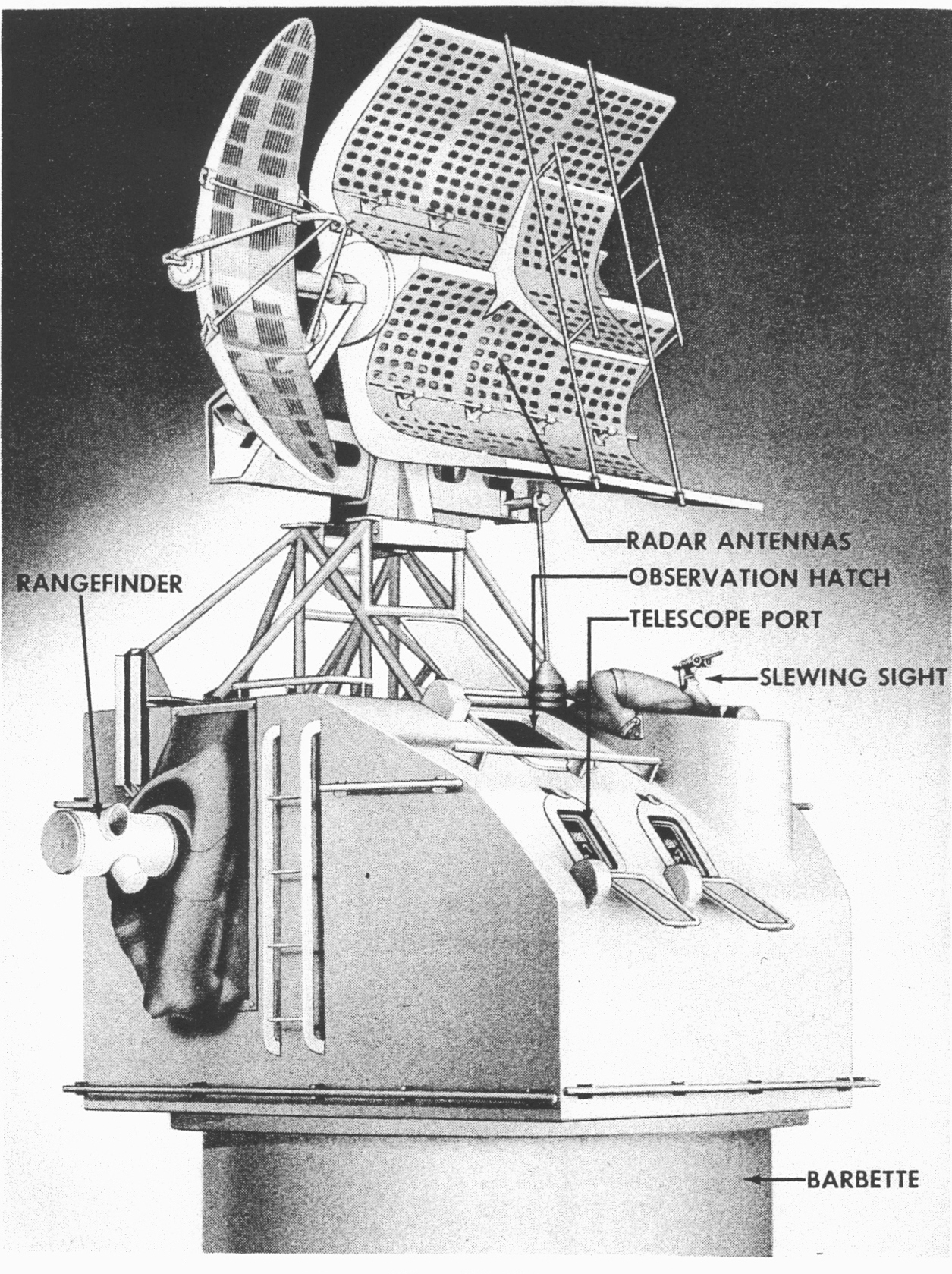
Директор Mk 37 управління стрільбою 127-мм гармат з антенами радарів Mk 12 (велика прямокутна) та Mk 22 (параболічна)

На момент проєктування радарів на кораблях не було. Окрім далекомірів встановлених в баштах і на директорах, для цілей навігації і управління стрільбою застосовувалися два 3,6 метрових штурманських далекоміри на дахах ходової рубки і башті № 3. На даху бойової рубки також був встановлений 4,6 м коригувальний далекомір. До середини 1942 замість штурманських далекомірів були встановлені 20-мм зенітні автомати. Спочатку лінкори були оснащені повітряним радаром СХАМ з антеною на фок-щоглі, двома артилерійськими радарами Mk 3 для гармат головного калібру і трьома Mk 4 для 127-мм гармат. Радари Mk 4 встановлювалися на дахах директорів Мк 37. На кормовому Mk 37 його не встановили, через побоювання що буде закриватися огляд для кормового директора ГК. Але в листопаді 1942 року на «Норт Керолайні» він був встановлений і там, на спеціальній підставці, що підіймала радар над рівнем прицілу директора ГК. Тоді ж був встановлений пошуковий надводний радар SG. Його антена розташовувалася на фок-щоглі, під антеною повітряного радара. До квітня 1944 року «Норт Керолайна» на фок-щоглі несла антени пошукового повітряного радара SK (антена прямокутної форми) і пошукового надводного SG. На грот-щоглі розташовувалася антена допоміжного надводного радара SG. Для управління стрільбою головним калібром були встановлені два артилерійських радари Mk 8. Один з радарів Mk 3 був перенесений на передню стінку директора. У 1944 році допоміжний артилерійський далекомір на бойовій рубці замінили радаром Mk 27. У вересні 1944 року замість SK був встановлений SK-2 з антеною округлої форми. Замість Мк 4 була встановлена комбінація з Мк 12 і Mk 22. «Вашингтон» отримав таке ж оснащення, але замість SK-2 залишався SK. До кінця війни «Норт Керолайна» отримала пошукові повітряні радари SR з антеною на грот-щоглі і SCR-720 з антеною на носовій трубі. Ці ж радари були встановлені на «Вашингтоні» після війни. У 1946 році на «Вашингтоні» розміщувалися повітряні радари SK на фок щоглі і SR на грот щоглі, надводний радар SG з антенами на фок і грот-щоглах і пристрій постановки перешкод типу TDY з антеною на носовій вежі управління стрільбою. Для управління 40-мм «Бофорсів» стояли директори управління стрільбою Mk 57 з радарами Мк 34.
Артилерійський радар Mk 3 став надходити на флот в кінці 1941 року. Його антена мала довгасту форму розміром 3,66×0,91 м. Радар працював на довжині хвилі 40 см з імпульсами потужністю від 15 до 20 кВт і тривалістю 1,5 мс. Максимальна дальність дії становила 37 000 м, похибка визначення дистанції — 37 м. При відстеженні сплесків від падіння снарядів дальність зменшувалася вдвічі. З 1942 року був прийнятий на озброєння радар Mk 8 з антеною 3,1×1 м, який працював на довжині хвилі 10 см, з імпульсами тривалістю 0,4 мс і потужністю 15-20 кВт. Його потужність потім довели до 20-30 кВт. Дальність дії Mk 8 була такою ж, як у Mk 3, але похибка визначення дальності скоротилася до 4 м. Радар Mk 27 з довжиною хвилі 10 см і потужністю 50 кВт вважався резервним.

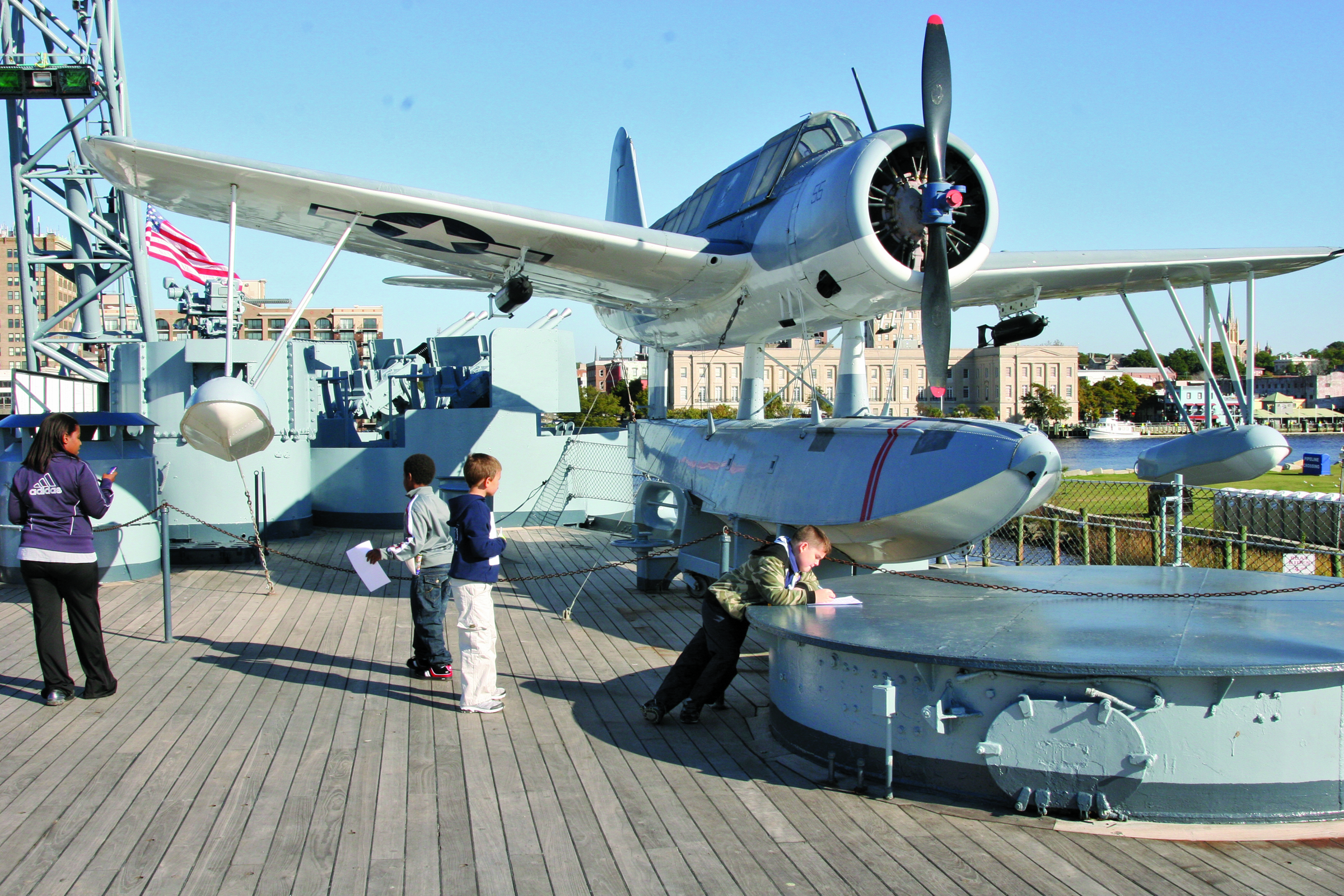
Гідролітак OS2U Kingfisher на палубі лінкору «Норт Керолайна»

Радар Mk 4 для наведення 127-мм гармат застосовувався з вересня 1941 року та мав антену 1,83×1,83 м. При довжині хвилі в 40 см дальність його виявлення становила 37 000 м, а похибка визначення дальності 37 м. Його недоліком було погане виявлення низько летючих цілей. З 1944 року його замінили на пару радарів. Для визначення дистанції застосовувався Mk 12 з тією ж антеною, довжиною хвилі 33 см і потужністю імпульсу 100—110 кВт. Дальність роботи по літаках збільшилася до 41 000 м, по кораблях залишилася на рівні 37 000 м. Точність становила 18 м. Радар забезпечував автоматичне трасування та вимірювання швидкості зміни дистанції. Як визначник висоти використовувався радар Мк22 з вузькою параболічною антеною 0,46 × 1,83 м. Довжина хвилі 3 см, потужність імпульсу 25-35 кВт. Максимальна дальність 41000 м. Він міг забезпечувати виявлення літака, що летить в 0,8° над горизонтом.
Авіаційне озброєння
При проєктуванні лінкорів в американському флоті вважалося що артилерійський бій буде вестися на граничних дистанціях і наявність літаків-коригувальників на борту була обов'язковою. Кораблі отримали по три гідролітаки OS2U Kingfisher і дві катапульти на кормі. Два літаки зберігалися прямо на катапульті і один між ними на палубі. Для артилерійських боїв літаки-коригувальники виявилися непотрібними. До того ж через відсутність ангара вони зазнавали впливу погоди і дульних газів від кормової башти головного калібру. Незважаючи на це, гідролітаки виявилися дуже корисними при коригуванні стрільби по берегових цілях, тому їх залишили. А до кінця війни їх замінили сучаснішими SC-1 Seahawk.

### Бронювання
Бронювання виконувалося за традиційною «американською схемою» — добре захищена броньова цитадель в центральній частині зі слабо броньованими краями. Основу броньової цитаделі становив вертикальний броньовий пояс товщиною 305 мм з круппівської броні — клас А за американською класифікацією. Він був нахилений під кутом 15°, та мав довжину 136 м і висоту 5,5 м. При нормальній водотоннажності приблизно половина його була під водою. Підводна частина поясу звужувалася за товщиною до 168 мм. Пояс кріпився на 19-мм обшивку зі сталі STS з бетонною підкладкою. Траверзи з броні класу А мали товщину 282 мм і проходили від борту до борту. Нижче протиуламкової 3-ї палуби кормовий траверз йшов між протиторпедними перегородками. Носовий траверз йшов між ПТП нижче від 1-ї платформи і опускався на одну палубу нижче від кормового. Два додаткових 49-мм траверзи прикривали відсіки головної енергетичної установки та допоміжних механізмів. Вони проходили нижче 3-ї палуби за другим і перед третім барбетами башт головного калібру. У районі погребів башт головного калібру також з нахилом в 10° йшов внутрішній пояс з броні класу В товщиною 51 мм з потовщенням до 95 мм в краях. Борт вище поясу виготовлявся зі сталі STS товщиною 25 мм. У кормі за межами цитаделі відділення кермових машин захищалося траверзами з броні класу А. Носовий траверз мав товщину 378-мм від бортів, переходячи у товщину 282 мм між ПТП. За рахунок нього була зменшена глибина кормового траверзу цитаделі. У кормовій частині кермові машини були прикриті 282-мм траверзом, розташованим лише між ПТП.
Найпотужнішою бронею була прикрита артилерія головного калібру. Лоб башти був прикритий 406-мм плитами, розташованими під кутом у 30°. Бічні стінки мали товщину 249 мм, задня стінка — 300 мм. Дах мав товщину 178 мм. Дах башти і лобова плита виготовлялася з гомогенної броні класу В — вважалося що вона краще працює при кутах зустрічі зі снарядом менших від 30°. Від встановлення лобових 457-мм плит відмовилися через неможливість їх виготовити вчасно. Барбети мали різну товщину по висоті і розташуванню. Над бронепалубою (2-ю палубою) передні (зовнішні) частини барбетів мали товщину 373 мм, внутрішні — 292 мм, бічні стінки — 406 мм. Нижче 2-ї палуби захист складався з двох кілець — 73-мм зовнішнього та 37-мм внутрішнього. Нижче 3-ї палуби йшло одне 37-мм кільце.
Бойова рубка мала товщину бічних стінок 406 мм, 373 мм передньої і задньої стінок, 178-мм дах і 100-мм підлога. Комунікаційна труба була захищена 356-мм плитами. Директори головного та допоміжного калібру і комунікаційні труби, що йшли від них до цитаделі, прикривалися 37-мм бронею. Решта вертикальних поверхонь захисту не мала. Але в конструкції корпусу як обшивка в багатьох місцях була використана сталь STS, що мало поступалася гомогенній броні. Інші частини виготовлялися з високоміцної сталі HTS (high-tensile steel — дослівно сталь високого напруження).
Враховуючи збільшену загрозу від бомб і прогнозовані великі дальності артилерійських дуелей, при яких снаряди частіше вражають корабель у палубу, горизонтальне бронювання було значно посилене, в порівнянні з лінкорами часів першої світової війни. Верхня «протибомбова» палуба була призначена для зведення детонаторів бомб і снарядів та мала товщину 37 мм. Вона починалася від дульного зрізу гармат носової башти ГК. Ближче до корми її товщина зменшувалася спочатку до 25 мм, а потім до 19 мм. Головна броньова палуба, яка спиралася на верхній край броньового поясу, складалася з двох шарів. На нижній шар з 36 мм STS вкладалися плити STS товщиною 104 мм біля борту і 91 мм в центральній частині. Під головною палубою розташовувалася протиуламкова палуба — товщиною 16 мм в діаметральній площині і 19-мм біля бортів. У деяких джерелах вказується що в районі погребів ГК ця палуба мала товщину 49,5 мм. Протиуламкова палуба заходила за кормовий траверз і над відділенням рульових машин мала товщину 152 мм. Палуба стернового відділення мала товщину 49 мм. Сумарно три палуби давали 180 мм горизонтальної броні в діаметральній площині і 196 мм біля бортів. У районі діаметральної площини бронювання було знижене за рахунок бронювання палуб надбудов. Носові платформи на рівні даху бойової рубки і її середини мали товщину 51 мм. Маса верхньої палуби становила 1179,4 дов. т, бронювання решіток та кришок люків — ще 50,7 дов. т. Броньова палуба мала масу 2671,8 дов. т, плюс люки та решітки ще 154,3 дов. т. Протиуламкова палуба — 1102,7 дов. т плюс 34,5 дов. т відповідно.
Протиторпедний захист (ПТЗ) розраховувався на протистояння вибуху 317-кг заряду ТНТ. Вона був «шаруватого» типу з булями і складалася на більшій частині довжини з п'яти поздовжніх перегородок з м'якої суднобудівної сталі. Обшивка буля мала 16 мм товщину, далі йшли перегородки 9,5; 9,5; 16; 19 і 11-мм товщини. Буль і два зовнішніх відсіки були порожніми, два наступних були заповнені рідиною — нафтою або водою, внутрішній був також порожнім. По краях, в районі погребів, ПТЗ складалася з чотирьох порожнин — порожнеча — рідина — порожнеча — рідина. У цьому районі внутрішня перегородка мала товщину 51 — 95 мм. Загальна маса поздовжніх перегородок становила 1237,9 дов. т.
Аналіз досвіду першої світової війни показував що встановлення перегородок в діаметральній площині приводить до небезпеки перекидання при затопленні, тому від них відмовилися. При цьому було приділено особливу увагу системі контрзатоплення, для чого використовувалися порожні відсіки ПТЗ. Нижче протиуламкової палуби були встановлені поперечні водонепроникні перегородки. Хоча вибух під днищем вважався малоймовірним, лінкори отримали потрійне дно висотою 1,753 м. Нижній простір 0,915 м заповнювався водою, а верхній висотою 0,838 м був сухим.
За розрахунками при одному торпедному попаданні корабель повинен був отримати крен у 7°, при якому висота броньового пояса над водою скорочувалася до 0,03 м. Для вирівнювання крену необхідно було б прийняти 644 дов. т води, що збільшило б осадку на 0,269 м.

### Силова установка
Для розміщення чотиривальної силової установки (СУ) було застосовано ешелонне розташування — в чотирьох автономних відсіках перебувало по одному турбоагрегату і по два котли. Силова установка мала номінальну потужність 115 000 к.с., що при середній частоті обертання гребних гвинтів у 199 об/хв мало забезпечити проєктну швидкість в 27,5 вузлів. На дві години котли могли видати тиск 43,3 атм, що забезпечувало потужність в 121 000 л.с. З одного борту у відсіку знаходилися два котли, з іншого — турбозубчастий агрегат, що обертає власний вал. Така схема підвищувала живучість СУ, за рахунок того, що кожен відсік був автономним і не втрачав працездатності при торпедному попаданні в сусідній відсік. Зворотним боком стало велике рознесення відсіків по довжині, що призвело до необхідності використання двох димових труб. Також надмірно довгими, несиметричними і важкими вийшли вали гвинтів. Незважаючи на вжиті зусилля по статичному та динамічному балансуванню гвинтів і валів, кораблі мали серйозні проблеми з поздовжньою вібрацією.
Спочатку планувалось встановлення котлів з середніми параметрами пари. Але за наполяганням шефа Інженерного бюро флоту, контрадмірала Гарольда Дж. Боуена, були використані високотемпературні котли високого тиску, подібні до котлів на нових есмінцях. Було прийнято довести тиск пари 40,43 атм. при 454,4 °C (850 °F), проти 21 атм. і 300 °C (572 °F) на крейсерах і 28 атм. і 342 °C(648 °F) на авіаносцях типу «Ентерпрайз». Завдяки цьому кількість котлів було скорочено до восьми. Триколекторний котел типу «експрес» фірми «Бабкок і Вілкокс» мав по дві форсунки, два димоходи і пароперегрівач звичайного типу. Котли мали систему точного контролю за перегрівом пари. При використанні термопар замість ртутних термометрів з'явилася можливість регулювати температуру на виході з точністю до одного градуса. Корпус котла був двошаровим, що дозволяло зменшити гучність і підігрівати повітря на вході в форсунки. За рахунок використання такої схеми стало непотрібним штучне наддування котельних приміщень і персонал в них працював за нормального тиску. У кожному відсіку крім двох котлів знаходилося чотири агрегати наддування з турбінним приводом.
Турбозубчатий агрегат фірми «General Electric» оснащувався турбінами імпульсного типу і складався з єдиного блоку з чотирьох турбін. Турбіна високого тиску була поєднана з турбіною крейсерського ходу. А турбіна низького тиску була поєднана в одному корпусі з турбіною заднього ходу потужністю 8000 к.с. Ротор турбіни високого тиску мав 12 ступенів лопаток і максимальну швидкість обертання ротора в 5905 об/хв. Турбіна низького тиску мала 6 ступенів з максимальною швидкістю 4937 об/хв, турбіна заднього ходу — 3 ступені й 3299 об/хв.
На етапі проєктування для зниження обертів при передаванні енергії від турбіни до гвинта були побрані двоступеневі планетарні редуктори. Їх використання стало можливим завдяки прогресу в технологіях у 1930-х роках. Розглядався варіант одноступінчастого редуктора, але він мав завеликі габарити і вагу. А використання турбоелектричної силової установки хоча і давало можливість гнучкішого вибору режимів роботи та й забезпечувало краще компонування установки, призводило до значного зростання її маси. У авіаносців типу «Лексінгтон» її питома маса становила 35,03 кг/к.с. У нових лінкорів цей параметр був поліпшений до 27,21 кг/к.с. при загальній масі силової установки в 3339 т.
За проєктом внутрішні гвинти були чотири-, а зовнішні — трилопатевими. Але при перших пробігах «Норт Дакоти» у червні 1941 року були виявлені серйозні проблеми. При досягненні потужності в 70 тисяч к.с. з'являлася сильна поздовжня вібрація і випробування довелося перервати при потужності 90 000 к.с й швидкості близько 23 вузлів. Ситуація вимагала термінового виправлення. Ряд експертів рекомендував обмежити швидкість нових кораблів 23 вузлами, але це робило б неможливим їх використання спільно з авіаносцями. 24 червня секретар флоту Кнокс запропонував посилити фундаменти турбоагрегатів, кріплення валів і зменшити діаметр гвинтів. У липні 1941 року представник випробувального басейну імені Тейлора на конференції у Філадельфії запропонував зробити внутрішні гвинти п'ятилопатевими, а зовнішні — чотирилопатевими. На «Норт Керолайні» встановили зовнішні чотирилопатеві гвинти діаметром 4,99 м, замість колишніх 5,26-метрових. 3 серпня 1941 року на випробуваннях корабель розвинув потужність 123 850 к.с. при водотоннажності 44 400 дов. т. У грудні 1941 року, після заміни на чотири- і п'ятилопатеві гвинти «Вашингтон» розвинув 121 00 к.с. і при 195 обертах та показав швидкість 25,9 вузла з водотоннажністю 42 000 дов. т. Але ці заходи лише частково розв'язали проблему. Вібрація кормового далекоміра все одно була дуже сильною, роблячи управління вогнем неможливим. Довелося робити додаткові підкріплення турбін, валів й кормової надбудови й продовжити експерименти з гвинтами. Через інтенсивне використання лінкорів у бойових діях роботи затягнулися і весь комплекс необхідних робіт на «Вашингтоні» був завершений лише у квітні 1944 року під час ремонту на корабельні П'юджет Саунд. Але навіть після всіх цих заходів рівень вібрації на швидкостях від 17 до 20 вузлів визнавався надмірним .
Нормальний запас нафти у 5550 дов. т забезпечував дальність ходу в 13 500 миль на 15 вузлах, 6400 на 20-ти, 4925 на 25-ти і 3456 на 27 вузлах. При максимальному запасі в 7554 дов. т ці цифри зростали до 18 375 (15), 11800 (20), 6700 (25), 4698 (27). При відпрацьованій практиці заправки у морі це забезпечувало новим лінкорам приголомшливу автономність.
Напруга в бортовій мережі змінного струму становила 450 В. У відсіках головних механізмів стояло чотири турбогенератори потужністю по 1250 кВт. Крім них встановлювалися чотири дизель-генератори по 850 кВт і два аварійних по 200 кВт. Дизель-генератори розташовувалися у відділенні під носовою надбудовою та за кормовою баштою головного калібру.

## Будівництво та експлуатація
| Найменування                  | Верф                     | Закладка       | Спуск на воду  | Введення в дію | Доля                   |
| ----------------------------- | ------------------------ | -------------- | -------------- | -------------- | ---------------------- |
| Норт Керолайна North Carolina | верф флоту у Нью-Йорку   | 27 жовтня 1937 | 13 червня 1940 | квітень 1941   | Корабель-музей з 1961  |
| Вашингтон Washington          | верф флоту у Філадельфії | 14 червня 1938 | 1 червня 1940  | травень 1941   | виведений з дії у 1961 |

### ВВ-55 «Норт Керолайна»
Замовлення на будівництво лінкору ВВ-55 «Норт Керолайна» отримала військово-морська корабельня Нью-Йорка. Кіль був закладений 27 жовтня 1937 року, спуск на воду відбувся 13 червня 1940. «Хресною матір'ю» була Ізабель Гоуей, дочка губернатора штату Північна Кароліна. Через проблеми з вібраціями довелося проводити заміну гребних гвинтів, тому випробування затяглися. Вони проводилися в гавані Нью-Йорка. Тому жителі звикли до постійного перебування лінкора у морі та часто виходили подивитися на нього. За це лінкор отримав прізвисько «шоубот».
6 грудня 1941 року на ньому підняв свій прапор командувач 6-ю дивізією лінкорів контрадмірал Дж. У. Вілкокс. Після нападу на Перл-Гарбор «Норт Керолайна» була запланована до відправлення на Тихий Океан. Але до весни 1942 року лінкор займався бойовою підготовкою в Атлантиці і на Тихий океан прибув лише 10 червня 1942 року. Лінкор увійшов до складу прикриття авіаносця «Ентерпрайз». 7 серпня з'єднання, разом з авіаносцями «Уосп» і «Саратога» займалося прикриттям висадки американських військ на Гвадалканалі. 24 серпня «Норт Керолайна» разом із з'єднанням «Ентерпрайза» взяла участь у битві з японськими авіаносцями — в битві біля Східних Соломонових островів. Під час бою лінкор займався забезпеченням ППО, імовірно збивши при цьому від 7 до 14 літаків. 15 вересня 1942 американські авіаносці займалися прикриттям конвою, який доставляв підкріплення і припаси на Гвадалканал. Залп японського підводного човна I-19 пустив на дно авіаносець «Уосп», а одна з торпед влучила в «Норт Керолайну». Лінкор пішов у Перл-Гарбор, де займався ремонтом до початку наступного року.
Весь 1943 рік лінкор займався прикриттям військових конвоїв у східній і південно-східній частині Тихого океану. З березня по квітень і у вересні пройшов ремонт і модернізацію в Перл-Гарборі. У листопаді прикривав авіаносець «Ентерпрайз» при завданні удару по островах Гілберта. У грудні увійшов до охорони авіаносця «Банкер Гілл» під час рейду на Кавіенг (Нова Ірландія). У січні 1944 року увійшов до складу швидкохідного авіаносного з'єднання TF.58. Брав участь в операціях із захоплення островів Кваджалейен, Намюр, Рої, Трук, Маріанських островів, битві у Філіппінському морі. Потім брав участь у фінальних битвах на Тихому океані — захопленні Лейте, рейдів проти Формози, островів Рю-кю, Хонсю. Здійснював прикриття висадки на Іодзіму і обстріли узбережжя японських островів, заслуживши за час війни 12 бойових зірок.
27 червня 1947 року виведений з бойового складу і поставлений на консервацію в Нью-Йорку. 1 червня 1960 року виключений зі списків флоту і 6 вересня 1961 року переданий штату Північна Кароліна. З 29 квітня 1962 року і по даний час стоїть як експозиція меморіалу у Вілмінгтоні.

### ВВ-56 «Вашингтон»
Замовлення на будівництво лінійного корабля ВВ-56 було видано верфі флоту у Філадельфії. Закладка відбулась 14 червня 1938 на сліпі № 3. Спущений на воду 1 червня 1940 року. «Хресною» корабля стала Вірджинія Маршал, нащадок першого головного судді держави Маршала. Лінкор був укомплектований екіпажем 15 травня 1941 року. Після декількох місяців навчань увійшов до складу 6-ї дивізії лінкорів Атлантичного флоту. Після вступу США у війну «Вашингтон» був перекинутий в Скапа-Флоу для посилення британського флоту. У переході з Портленда з 26 березня по 4 квітня брали участь «Вашингтон», авіаносець «Уосп», крейсери «Вічита» та «Тускалуза». Під час переходу 27 березня на борту «Вашингтона» стався інцидент — упав за борт і загинув командувач лінійними силами атлантичного флоту адмірал Вілкокс. З 28 квітня по 5 травня 1942 року «Вашингтон» входив в далеке прикриття арктичного конвою PQ 15. Під час походу отримав пошкодження від вибуху глибинних бомб есмінця «Паджабі», що потопав після зіткнення з лінкором «Кінг Джордж V». Ремонтувався на плаву у Хваль-фіорді (Ісландія). З 1 по 6 липня прикривав конвой PQ 17. З 21 липня по 23 серпня 1942 року пройшов ремонт в Нью-Йорку. Перейшов на Тихий океан і 15 вересня включений до складу TF.17.
У ніч на 15 листопада 1942 року у складі TF.64 взяв участь у нічному бою біля Гвадалканала. Американське з'єднання у складі «Вашингтона», лінкора «Саут Дакота» й чотирьох есмінців зустрілося в бою з японським з'єднанням у складі лінкора, чотирьох крейсерів та 9 есмінців. За допомогою радара лінкор «Вашингтон» практично впритул розстріляв японський лінійний крейсер «Кірішіма», який потім був затоплений власним екіпажем.
На початку 1943 року «Вашингтон» продовжував діяти в районі Соломонових островів. У червні-липні пройшов ремонт в Перл-Гарборі, після чого був приданий до швидкохідного авіаносного з'єднання TF.58. У його складі в кінці 1944 року взяв участь у рейді на Маршаллові острови, обстрілі Науру. У січні 1944 бомбардував атоли Таро і Кваджілейн. 1 лютого 1944 року зіткнувся з лінкором «Індіана», ремонт тривав 3 місяці. Влітку 1944 року в складі TF.58 брав участь у захопленні Маріанських островів і битві у Філіппінському морі. Наприкінці війни брав участь у висадці на Іодзіму, рейді проти японських островів, вів обстріл позицій на Окінаві. У липні 1945 року пройшов ремонт на верфі в П'юджет Саунд і 2 вересня встиг взяти участь у церемонії підписання капітуляції Японії в токійській затоці.
17 жовтня прибув до Філадельфії. У рамках операції «Меджік Карпет» у листопаді-грудні 1945 року вивіз з Великої Британії 1664 демобілізованих військовослужбовців. Всього за час війни отримав 13 бойових зірок. 27 червня 1947 лінкор виведено у резерв. 1 червня 1960 року виключений зі списків флоту і 24 травня 1961 року проданий на злам .
|  |  |  |

## Оцінка проєкту
| Розрахункові показники бронепробиваємості в мм по американській броні класу «A» — борт / класу «B» — палуба, на дистанції | Розрахункові показники бронепробиваємості в мм по американській броні класу «A» — борт / класу «B» — палуба, на дистанції | Розрахункові показники бронепробиваємості в мм по американській броні класу «A» — борт / класу «B» — палуба, на дистанції | Розрахункові показники бронепробиваємості в мм по американській броні класу «A» — борт / класу «B» — палуба, на дистанції | Розрахункові показники бронепробиваємості в мм по американській броні класу «A» — борт / класу «B» — палуба, на дистанції | Розрахункові показники бронепробиваємості в мм по американській броні класу «A» — борт / класу «B» — палуба, на дистанції | Розрахункові показники бронепробиваємості в мм по американській броні класу «A» — борт / класу «B» — палуба, на дистанції | Розрахункові показники бронепробиваємості в мм по американській броні класу «A» — борт / класу «B» — палуба, на дистанції | Розрахункові показники бронепробиваємості в мм по американській броні класу «A» — борт / класу «B» — палуба, на дистанції | Розрахункові показники бронепробиваємості в мм по американській броні класу «A» — борт / класу «B» — палуба, на дистанції |
| Лінкор | Гармата | 0 км | 5 км | 10 км | 15 км | 20 км | 25 км | 30 км | 35 км |
| --- | --- | --- | --- | --- | --- | --- | --- | --- | --- |
| «Рішельє» | 380 mm/50 Model 1935 | 935 | 779/19 | 630/38 | 514/57 | 421/78 | 355/98 | 301/136 | 259/217 |
| «Кінг Джордж» | 14″/45 Mk VII | 800 | 677/19 | 565/36 | 477/57 | 405/76 | 353/102 | 277/152 | 190/314 |
| «Венгард» | 15″/42 Mk I/N | 866 | 728/20 | 604/39 | 507/60 | 428/82 | 368/115 | 280/180 | |
| «Бісмарк» | 38 cm/52 SKC/34 | 894 | 747/18 | 622/35 | 518/53 | 431/69 | 356/89 | 293/129 | 240/195 |
| «Літторіо» | 38,1 cm/50 Ansaldo 1934                                                                                                   | 904 | 783/18 | 670/34 | 573/52 | 488/69 | 428/89 | 373/116 | 311/187 |
| «Норт Керолайна» | 16″/45 Mk 6 | 770 | 661/23 | 560/49 | 479/73 | 413/102 | 354/139 | 296/243 | |

Лінкори типу «Норт Керолайна» були першими американськими лінкорами побудованими після тривалих «лінкорних канікул». Цикл їх проєктування став найтривалішим, а кількість розглянутих варіантів найбільшою в історії американського лінкоробудування. Спочатку лінкори проєктувалися під обмеження Лондонського морського договору — максимальний калібр гармат 356 мм, стандартна водотоннажність 35 000 довгих тон. Проте Японія не ратифікувала договір, тому поверталися ліміти попередньої Вашингтонської угоди — 406 мм і 35 000 довгих тон. Заміна калібру відразу передбачалася при проєктуванні, тому перехід на 406-мм гармати стався відносно безболісно. Але бронювання змінити вже було неможливо. Тому лінкори типу «Норт Керолайна» вийшли за американськими мірками, не збалансованими. Їх броньовий захист не відповідав головному калібру гармат. Проти 356 мм снарядів зона вільного маневрування лежала в діапазоні від 100 до 154 кабельтових. Але для 406 мм гармат з 1016-кг снарядом вона ставала вже зовсім не адекватною — звужувалася до діапазону 116—130 кабельтових.
В американському флоті була прийнята концепція надважкого снаряду з відносно малою початковою швидкістю. Американські теоретики вважали, що за добрих погодних умов Тихого океану бої будуть вестися на великих дистанціях. А на такій дальності снаряди мали вражати палуби. Тому ефективнішим ставав важкий і відносно повільний снаряд. Він швидше гальмувався і падав на палубу під більшим кутом, за рахунок чого підвищувалася його бронебійність. На відміну від американців, в європейських флотах снаряди мали меншу масу і більшу початкову швидкість. Це давало їм кращу бронебійність на малих дистанціях при ураженні горизонтальної броні. Але по палубах вони працювали значно гірше. Система управління артилерійською зброєю (СУАЗ) була на високому рівні. А після того, як за роки війни американці змогли доопрацювати артилерійські радари, вона багатьма фахівцями визнавалася найкращою у світі. При важкому снаряді, що може пробити будь-яку палубу і досконалій СУАЗ американські лінкори ставали грізним супротивником для будь-якого сучасного їм лінкора.
Американські лінкори отримали дуже потужну батарею з 20 127-мм універсальних гармат. У роки другої світової війни артилерійські дуелі кораблів стали рідкістю. Літаки, особливо на Тихому океані, стали грізнішою зброєю. Набагато частіше американські лінкори стали використовуватися як основа ордера ППО в авіаційних з'єднаннях. Тому гарна захищеність і потужна далекобійна батарея 127-мм гармат стали великим плюсом нових лінкорів. Велика водотоннажність дозволила замість невдалих 28-мм «чиказьких піаніно» розмістити на них також численні 20-мм і 40-мм автомати. Якщо додати сюди постійно вдосконалення системи управління артилерійським вогнем, то стає зрозумілим, чому японці наприкінці війни стали порівнювати атаки літаками американських кораблів з «метанням яєць об стінку».
Протиторпедний захист американських кораблів був на досить скромному рівні. Його ефективність сильно залежить від глибини. А американські лінкори для швидкого перекидання між океанами були обмежені при проєктуванні шириною Панамського каналу. Тому 15 вересня 1942 року «Норт Керолайна» фактично була виведена з ладу у результаті єдиного торпедного влучання.
| Порівняльні характеристики лінкорів 1930—1940-х років будівництва. |                  |                        |                                 |                                 |                                 |
| характеристики                                                     | «Норт Керолайна» | «Кінг Джордж V»        | «Бісмарк»                       | «Літторіо»                      | «Рішельє»                       |
| Країна                                                             | США              | Велика Британія        | Третій Райх                     | Італія                          | Франція                         |
| Водотоннажність, стандартна/повна, т                               | 37 486/44 379    | 36 727/42 076          | 41 700/50 900                   | 40 724/45 236                   | 37 832/44 708                   |
| Артилерія головного калібру                                        | 3×3 — 406-мм/45  | 2×4 та 1×2 — 356-мм/45 | 4×2 — 380-мм/47                 | 3×3 — 381-мм/50                 | 2×4 — 380-мм/45                 |
| Артилерія допоміжного калібру                                      | 10×2 — 127-мм/38 | 8×2 — 133-мм/50        | 6×2 — 150-мм/55 8×2 — 105-мм/65 | 4×3 — 152-мм/55 12×1 — 90-мм/50 | 3×3 — 152-мм/55 6×2 — 100-мм/45 |
| Зенітна артилерія                                                  | 4×4 — 28-мм      | 4×8 — 40-мм/40         | 8×2 — 37-мм 12×1 — 20-мм        | 8×2 та 4×1 — 37-мм 8×2 — 20-мм  | 4×2 — 37-мм                     |
| Бронювання борту, мм.                                              | 305              | 356 — 381              | 320                             | 70 + 280                        | 330                             |
| Бронювання палуби, мм                                              | 37 + 140         | 25 + 127…152           | 50…80 + 80…95                   | 45 + 90…162                     | 150…170 + 40                    |
| Бронювання башт головного калібру, мм.                             | 406 — 184        | 324 — 149              | 360 — 130                       | 350 — 150                       | 430 — 170                       |
| Бронювання бойової рубки, мм                                       | 406 — 373        | 76 — 114               | 220 — 350                       | 260                             | 340                             |
| Енергетична установка, к. с.                                       | 121 000          | 110 000                | 138 000                         | 130 000                         | 150 000                         |
| Максимальна швидкість, вузли                                       | 27,5             | 28,5                   | 29                              | 30                              | 31,5                            |